# الطواف العالمي لكرة المضرب النسائية برعاية الاتحاد الدولي لكرة المضرب – 2019 (يوليو–سبتمبر)
جولة الاتحاد الدولي لكرة المضرب العالمية للنساء هي نسخة عام 2019 من الجولة الثانية في لعبة كرة المضرب للمحترفات. تنظمها الاتحاد الدولي لكرة المضرب وهي درجة أقل من جولة رابطة محترفات التنس. يتضمن الطواف العالمي لكرة المضرب النسائية برعاية الاتحاد الدولي لكرة المضرب بطولات بجوائز مالية تتراوح من $15،000 إلى $100،000.

## المواسم
| مواسم الطواف العالمي لكرة المضرب النسائية برعاية الاتحاد الدولي لكرة المضرب | مواسم الطواف العالمي لكرة المضرب النسائية برعاية الاتحاد الدولي لكرة المضرب | مواسم الطواف العالمي لكرة المضرب النسائية برعاية الاتحاد الدولي لكرة المضرب | مواسم الطواف العالمي لكرة المضرب النسائية برعاية الاتحاد الدولي لكرة المضرب | مواسم الطواف العالمي لكرة المضرب النسائية برعاية الاتحاد الدولي لكرة المضرب | مواسم الطواف العالمي لكرة المضرب النسائية برعاية الاتحاد الدولي لكرة المضرب | مواسم الطواف العالمي لكرة المضرب النسائية برعاية الاتحاد الدولي لكرة المضرب | مواسم الطواف العالمي لكرة المضرب النسائية برعاية الاتحاد الدولي لكرة المضرب | مواسم الطواف العالمي لكرة المضرب النسائية برعاية الاتحاد الدولي لكرة المضرب | مواسم الطواف العالمي لكرة المضرب النسائية برعاية الاتحاد الدولي لكرة المضرب |
| تسعينيات القرن العشرين                                                      | تسعينيات القرن العشرين                                                      | تسعينيات القرن العشرين                                                      | تسعينيات القرن العشرين                                                      | تسعينيات القرن العشرين                                                      | تسعينيات القرن العشرين                                                      | تسعينيات القرن العشرين                                                      | تسعينيات القرن العشرين                                                      | تسعينيات القرن العشرين                                                      | تسعينيات القرن العشرين                                                      |
| --------------------------------------------------------------------------- | --------------------------------------------------------------------------- | --------------------------------------------------------------------------- | --------------------------------------------------------------------------- | --------------------------------------------------------------------------- | --------------------------------------------------------------------------- | --------------------------------------------------------------------------- | --------------------------------------------------------------------------- | --------------------------------------------------------------------------- | --------------------------------------------------------------------------- |
| 1994                                                                        | 1995                                                                        | 1995                                                                        | 1996                                                                        | 1997                                                                        | 1998                                                                        | 1999                                                                        |                                                                             |                                                                             |                                                                             |
| العقد الأول من القرن 21                                                     |                                                                             |                                                                             |                                                                             |                                                                             |                                                                             |                                                                             |                                                                             |                                                                             |                                                                             |
| 2000                                                                        | 2001                                                                        | 2002                                                                        | 2003                                                                        | 2004                                                                        | 2005                                                                        | 2006                                                                        | 2007                                                                        | 2008 الربع الأول · الربع الثاني · الربع الثالث                              | 2009                                                                        |
| العقد الثاني من القرن 21                                                    |                                                                             |                                                                             |                                                                             |                                                                             |                                                                             |                                                                             |                                                                             |                                                                             |                                                                             |
| 2010 الربع الأول · الربع الثاني · الربع الثالث · الربع الرابع               | 2011 الربع الأول · الربع الثاني · الربع الثالث · الربع الرابع               | 2012 الربع الأول · الربع الثاني · الربع الثالث · الربع الرابع               | 2013 الربع الأول · الربع الثاني · الربع الثالث · الربع الرابع               | 2014 الربع الأول · الربع الثاني · الربع الثالث · الربع الرابع               | 2015 الربع الأول · الربع الثاني · الربع الثالث · الربع الرابع               | 2016 الربع الأول · الربع الثاني · الربع الثالث · الربع الرابع               | 2017 الربع الأول · الربع الثاني · الربع الثالث · الربع الرابع               | 2018 الربع الأول · الربع الثاني · الربع الثالث · الربع الرابع               | 2019 الربع الأول · الربع الثاني · الربع الثالث · الربع الرابع               |
| العقد الثالث من القرن 21                                                    |                                                                             |                                                                             |                                                                             |                                                                             |                                                                             |                                                                             |                                                                             |                                                                             |                                                                             |
| 2020 الربع الأول · الربع الثاني · الربع الثالث · الربع الرابع               | 2021 الربع الأول · الربع الثاني · الربع الثالث · الربع الرابع               | 2022 الربع الأول · الربع الثاني · الربع الثالث · الربع الرابع               | 2023 الربع الأول · الربع الثاني · الربع الثالث · الربع الرابع               | 2024 الربع الأول · الربع الثاني · الربع الثالث · الربع الرابع               | 2025 الربع الأول · الربع الثاني · الربع الثالث · الربع الرابع               |                                                                             |                                                                             |                                                                             |                                                                             |

## المفتاح
| الفئات      |
| بطولات W100 |
| بطولات W80  |
| بطولات W60  |
| بطولات W25  |
| بطولات W15  |

## الأشهر

### يوليو
| الأسبوع  | البطولة                                                                                             | الفائزات                                                 | الوصيفات                                      | المتأهلات لنصف النهائي                                  | المتأهلات لربع النهائي                                                      |
| -------- | --------------------------------------------------------------------------------------------------- | -------------------------------------------------------- | --------------------------------------------- | ------------------------------------------------------- | --------------------------------------------------------------------------- |
| 1 يوليو  | منتزه تيانجين لصناعة الصحة تيانجين، الصين ملعب صلب W25 قرعة المباريات الفردية والزوجية              | وانغ شينيو 6–4، 6–2                                      | جوفانا ياكشيتش                                | أناستاسيا جاسانوفا ألكساندرينا نايدينوفا                | كارول تشاو جاو شيويو ليو فانجزو شون فايينغ                                  |
| 1 يوليو  | منتزه تيانجين لصناعة الصحة تيانجين، الصين ملعب صلب W25 قرعة المباريات الفردية والزوجية              | جيانغ شينيو تانج كيانهوى 7–5، 6–2                        | وو ميكسو تشنغ ووشوانغ                         | أناستاسيا جاسانوفا ألكساندرينا نايدينوفا                | كارول تشاو جاو شيويو ليو فانجزو شون فايينغ                                  |
| 1 يوليو  | بطولة بورت دو هينو المفتوحة دينين، فرنسا ملعب ترابي W25 قرعة المباريات الفردية والزوجية             | إليونورا مولينارو 6–4، 1–6، 6–3                          | كاثارينا هوبرغارسكي                           | ساره إيراني إليتسا كوستوفا                              | ماريا فرناندا هيرازو أماندين هيس أولغا سايز لارّا فاليريا ستراخوفا           |
| 1 يوليو  | بطولة بورت دو هينو المفتوحة دينين، فرنسا ملعب ترابي W25 قرعة المباريات الفردية والزوجية             | داريا ميشينا شو شيلين 6–0، 7–5                           | باربارا غاتيكا ريبيكا بيريرا                  | ساره إيراني إليتسا كوستوفا                              | ماريا فرناندا هيرازو أماندين هيس أولغا سايز لارّا فاليريا ستراخوفا           |
| 1 يوليو  | شتوتغارت، ألمانيا ملعب ترابي W25 قرعة المباريات الفردية والزوجية                                    | جورجيا كراتشون 6–2، 6–3                                  | أولجا جوفورتسوفا                              | باربارا هاس مايا شوالينسكا                              | ناتاليا كوستيك ماري بينوا كاثينكا فون ديكمان أناستاسيا ديتسيوك              |
| 1 يوليو  | شتوتغارت، ألمانيا ملعب ترابي W25 قرعة المباريات الفردية والزوجية                                    | ألينا فومينا فيفيان يوهاسوفا 2–6، 6–2، [14–12]           | تمارا تشروفيتش كيارا شول                      | باربارا هاس مايا شوالينسكا                              | ناتاليا كوستيك ماري بينوا كاثينكا فون ديكمان أناستاسيا ديتسيوك              |
| 1 يوليو  | بييلا، إيطاليا ملعب ترابي W25 قرعة المباريات الفردية والزوجية                                       | كاتارينا زافاتسكا 6–1، 6–3                               | ميار شريف                                     | لوسيا برونزيتي ريكا لوكا جاني                           | باولا كريستينا غونسالفيس غابرييلا سي جاكلين كريستيان بيانكا تيراتي          |
| 1 يوليو  | بييلا، إيطاليا ملعب ترابي W25 قرعة المباريات الفردية والزوجية                                       | إيلينا بوغدان ريكا لوكا جاني 6–1، 6–3                    | تشيهيرو موراماتسو يوكي نايتو                  | لوسيا برونزيتي ريكا لوكا جاني                           | باولا كريستينا غونسالفيس غابرييلا سي جاكلين كريستيان بيانكا تيراتي          |
| 1 يوليو  | لاهاي، هولندا ملعب ترابي W25 قرعة المباريات الفردية والزوجية                                        | أرانتشا روس 6–2، 6–2                                     | فالينتينا إيفاخنينكو                          | آلي كيك ليا بوشكوفيتش                                   | تشالا بويوكاكاتشاي لارا سالدن كيرين ليموين سوزان لامينس                     |
| 1 يوليو  | لاهاي، هولندا ملعب ترابي W25 قرعة المباريات الفردية والزوجية                                        | فالنتيني جراماتيكوبولو كيرين ليموين 6–2، 5–7، [10–3]     | غابرييلا دا سيلفا-فيك آنا كلاسنس              | آلي كيك ليا بوشكوفيتش                                   | تشالا بويوكاكاتشاي لارا سالدن كيرين ليموين سوزان لامينس                     |
| 1 يوليو  | كوريواس، البرتغال ملعب صلب W25 قرعة المباريات الفردية والزوجية                                      | بيمرا أوزجن 3–6، 6–4، 6–3                                | أوسيان دودان                                  | جوليا بايولا إيفا غيريرو ألفاريز                        | يوريكو ليلي ميازاكي ديانا مارسنكفيتشا بايج هوريجان ماريام بولكفادزي         |
| 1 يوليو  | كوريواس، البرتغال ملعب صلب W25 قرعة المباريات الفردية والزوجية                                      | أليسون باي بايج هوريجان 3–6، 6–2، [14–12]                | فرانسيسكا خورخي أولغا باريس أزكويتيا          | جوليا بايولا إيفا غيريرو ألفاريز                        | يوريكو ليلي ميازاكي ديانا مارسنكفيتشا بايج هوريجان ماريام بولكفادزي         |
| 1 يوليو  | كانكون، المكسيك ملعب صلب W15 قرعة المباريات الفردية والزوجية                                        | إنغريد غامارا مارتينس 7–6(7–3)، 7–6(7–4)                 | تايسا غرانا بيدريتي                           | ريانا فالديس إيلي كريستنسن                              | روشري ويجي سنديرا كريستين أندريا ويدون ماريا لورديس كارلي تشين يو           |
| 1 يوليو  | كانكون، المكسيك ملعب صلب W15 قرعة المباريات الفردية والزوجية                                        | هند عبد الواحد ماريا كوزيريفا 7–6(7–0)، 6–4              | إنغريد غامارا مارتينس إدواردا بياي            | ريانا فالديس إيلي كريستنسن                              | روشري ويجي سنديرا كريستين أندريا ويدون ماريا لورديس كارلي تشين يو           |
| 1 يوليو  | بروكوبلي، صربيا ملعب ترابي W15 قرعة المباريات الفردية والزوجية                                      | سيوني مينديز 6–2، 6–3                                    | آنا لانتيجوا دي لا نويز                       | إيبك أوز آنا هيرتل                                      | فيكتوريا ديما داريا أستاخوفا نفيسة بيربيروفيتش أولكسندرا أولينيكوفا         |
| 1 يوليو  | بروكوبلي، صربيا ملعب ترابي W15 قرعة المباريات الفردية والزوجية                                      | إيبك أوز ميليس سيزر 7–5، 7–5                             | نفيسة بيربيروفيتش فيرونيكا إيريافيك           | إيبك أوز آنا هيرتل                                      | فيكتوريا ديما داريا أستاخوفا نفيسة بيربيروفيتش أولكسندرا أولينيكوفا         |
| 1 يوليو  | هوا هين، تايلاند ملعب صلب W15 قرعة المباريات الفردية والزوجية                                       | لو بروليو 6–2، 6–3                                       | بونياوي ثامتشايوات                            | كيم دا-هاي إيناس إيبو                                   | مي ياماغوتشي زيل ديساي هيمينو ساكاتسومي باتشارين تشيبشاندج                  |
| 1 يوليو  | هوا هين، تايلاند ملعب صلب W15 قرعة المباريات الفردية والزوجية                                       | روبو كاجيتاني أيكو يوميوشي 6–2، 5–7، [10–6]              | لو بروليو آياكا أوكونو                        | كيم دا-هاي إيناس إيبو                                   | مي ياماغوتشي زيل ديساي هيمينو ساكاتسومي باتشارين تشيبشاندج                  |
| 1 يوليو  | طبرقة، تونس ملعب ترابي W15 قرعة المباريات الفردية والزوجية                                          | آنا توراتي 6–4، 7–6(7–4)                                 | إيفون نويورث                                  | ديانا شهودي مارتينا كابرو تابوردا                       | كارولين الكسندر دا روزا زوزيا كاردافا نويليا زيبالوس جوليا ستاماتوفا        |
| 1 يوليو  | طبرقة، تونس ملعب ترابي W15 قرعة المباريات الفردية والزوجية                                          | أيوانا غاسبار إيفان يوليانا ليزارازو 7–5، 6–3            | أليكا روسوفا نويليا زيبالوس                   | ديانا شهودي مارتينا كابرو تابوردا                       | كارولين الكسندر دا روزا زوزيا كاردافا نويليا زيبالوس جوليا ستاماتوفا        |
| 8 يوليو  | Grand Est Open 88 كونتركسفيل، فرنسا ملعب ترابي W100 قرعة الفردي – قرعة الزوجي                       | كاتارينا زافاتسكا 6–4، 6–4                               | ألريكك إيكري                                  | مارتينا تريفيسان ستيفاني فوجيلي                         | جورجينا غارسيا بيريز تيساه أندريانجافيتريمو كريستينا بوكشا سارا شاكا ريفيك  |
| 8 يوليو  | Grand Est Open 88 كونتركسفيل، فرنسا ملعب ترابي W100 قرعة الفردي – قرعة الزوجي                       | جورجينا غارسيا بيريز أوكسانا كالاشنيكوفا 6–3، 6–3        | آنا دانيلينا إيفا وتشان                       | مارتينا تريفيسان ستيفاني فوجيلي                         | جورجينا غارسيا بيريز تيساه أندريانجافيتريمو كريستينا بوكشا سارا شاكا ريفيك  |
| 8 يوليو  | Reinert Open فرسمولد، ألمانيا ملعب ترابي W60 قرعة الفردي – قرعة الزوجي                              | نينا ستويانوفيتش 6–0، 7–5                                | كاترينا هوبجارسكي                             | بيبيان ويجيرس جولي نيمير                                | لوسي هراديكا لويزا تشيريكو تيليانا بيريرا إرينا براء                        |
| 8 يوليو  | Reinert Open فرسمولد، ألمانيا ملعب ترابي W60 قرعة الفردي – قرعة الزوجي                              | أمينة أنشبا أنستازيا ديتسيك 0–6، 6–3، [10–8]             | أنكيتا راينا بيبيان ويجيرس                    | بيبيان ويجيرس جولي نيمير                                | لوسي هراديكا لويزا تشيريكو تيليانا بيريرا إرينا براء                        |
| 8 يوليو  | بطولة هونولولو للتنس هونولولو، الولايات المتحدة ملعب صلب W60 قرعة الفردي – قرعة الزوجي              | أوسوي مايتان أركونادا 6–0، 6–2                           | نيكول غيبس                                    | جيمي لوبي كارولين دولهايد                               | ويتني أوسويجوي مايو هيبي كايلا داي كوين جليسون                              |
| 8 يوليو  | بطولة هونولولو للتنس هونولولو، الولايات المتحدة ملعب صلب W60 قرعة الفردي – قرعة الزوجي              | هايلي كارتر جيمي لوبي 6–4، 6–4                           | أوسوي مايتان أركونادا كارولين دولهايد         | جيمي لوبي كارولين دولهايد                               | ويتني أوسويجوي مايو هيبي كايلا داي كوين جليسون                              |
| 8 يوليو  | ساسكاتون، كندا ملعب صلب W25 قرعة المباريات الفردية والزوجية                                         | ماديسون إنجليس 6–4، 2–6، 6–4                             | كاثرين سيبوف                                  | مارسيلا زكرياس هاروكا كاجي                              | أوليفيا تجاندراموليا هانا تشانج ماديسون ويستبي كارول تشاو                   |
| 8 يوليو  | ساسكاتون، كندا ملعب صلب W25 قرعة المباريات الفردية والزوجية                                         | هسو تشيه يو مارسيلا زكرياس 6–3، 6–2                      | هاروكا كاجي موموكو كوبوري                     | مارسيلا زكرياس هاروكا كاجي                              | أوليفيا تجاندراموليا هانا تشانج ماديسون ويستبي كارول تشاو                   |
| 8 يوليو  | اولانتشاب، الصين ملعب صلب W25 قرعة المباريات الفردية والزوجية                                       | لو جياجينغ 6–7(9–11)، 6–3، 6–3                           | يوان يوي                                      | قوو ميكي ليو فانجزو                                     | كسون فاغيينج كيوكا أوكامورا ألكساندرينا نايدينوفا يوفانا جاكسيك             |
| 8 يوليو  | اولانتشاب، الصين ملعب صلب W25 قرعة المباريات الفردية والزوجية                                       | كيوكا أوكامورا بينجتارن بليبويتش 4–6، 7–5، [13–11]       | سن شوشيو وانغ مايوينج                         | قوو ميكي ليو فانجزو                                     | كسون فاغيينج كيوكا أوكامورا ألكساندرينا نايدينوفا يوفانا جاكسيك             |
| 8 يوليو  | تورينو، إيطاليا ملعب ترابي W25 قرعة المباريات الفردية والزوجية                                      | يوكي نايتو 6–3، 6–4                                      | إليزابيتا كوكسياريتو                          | كلوديا جيوفين سيمونا والترت                             | فالينتينا إيفاخنينكو أناستازيا جريمالسكا ماريا مارفوتينا أنجيليكا موراتيللي |
| 8 يوليو  | تورينو، إيطاليا ملعب ترابي W25 قرعة المباريات الفردية والزوجية                                      | تشهيرو موراماتسو يوكي نايتو 6–0، 6–2                     | ميار شريف ميلاني ستوك                         | كلوديا جيوفين سيمونا والترت                             | فالينتينا إيفاخنينكو أناستازيا جريمالسكا ماريا مارفوتينا أنجيليكا موراتيللي |
| 8 يوليو  | غوتكسو، إسبانيا ملعب ترابي (داخلي) W25 قرعة المباريات الفردية والزوجية                              | ديسبينا باباميتشايل 6–2، 6–4                             | ساندرا سمير                                   | إيريني بوريو إسكوريهويلا آنا صوفيا سانشيز               | ناديه بودوروسكا أناستاسيا كوماردينا كلوديا هوست فيرير ماغالي كيمبين         |
| 8 يوليو  | غوتكسو، إسبانيا ملعب ترابي (داخلي) W25 قرعة المباريات الفردية والزوجية                              | لينا جورتشيسكا أناستاسيا كوماردينا 6–3، 7–6(7–4)         | فاندا لوكاش نينا ستادلر                       | إيريني بوريو إسكوريهويلا آنا صوفيا سانشيز               | ناديه بودوروسكا أناستاسيا كوماردينا كلوديا هوست فيرير ماغالي كيمبين         |
| 8 يوليو  | كانكون، المكسيك ملعب صلب W15 قرعة المباريات الفردية والزوجية                                        | أدريانا ريمى 6–3، 6–2                                    | ليني مالكفيست                                 | ماريا لوردس كارلي أنجيلا كوليكوف                        | كيرستن-أندريا ويدون ثايسا جرانا بيدريتي ألكسندرا ميخايلوك لينا غلشكو        |
| 8 يوليو  | كانكون، المكسيك ملعب صلب W15 قرعة المباريات الفردية والزوجية                                        | إنغريد جامارا مارتينس إدواردا بياي 6–7(1–7)، 7–5، [11–9] | أنجيلا كوليكوف ريانا فالديز                   | ماريا لوردس كارلي أنجيلا كوليكوف                        | كيرستن-أندريا ويدون ثايسا جرانا بيدريتي ألكسندرا ميخايلوك لينا غلشكو        |
| 8 يوليو  | ليما، بيرو ملعب ترابي W15 قرعة المباريات الفردية والزوجية                                           | كاتالينا بيلا 4–6، 6–3، 6–4                              | لارا إسكوريزا                                 | أكيلا جيمس دومينيك شيفر                                 | بيانكا فيرنانديز ناديا إتشيفيريا آلام رافائيل لاكاسي كاميلا سواريز          |
| 8 يوليو  | ليما، بيرو ملعب ترابي W15 قرعة المباريات الفردية والزوجية                                           | مادلين كوبلت آنا ماخوركينا 7–5، 2–6، [10–4]              | ناديا إتشيفيريا آلام لارا إسكوريزا            | أكيلا جيمس دومينيك شيفر                                 | بيانكا فيرنانديز ناديا إتشيفيريا آلام رافائيل لاكاسي كاميلا سواريز          |
| 8 يوليو  | بوخارست، رومانيا ملعب ترابي W15 قرعة المباريات الفردية والزوجية                                     | جورجيا كراتشون 7–5، 6–2                                  | لاورا شايدر                                   | فاليريا أورزوموفا إيلونا جورجيانا غيورواي               | ماريا شوشارينا بويانا مارينكوفيتش غابرييلا نيكول تتاروس فدريكا أرسيديكونو   |
| 8 يوليو  | بوخارست، رومانيا ملعب ترابي W15 قرعة المباريات الفردية والزوجية                                     | أوانا سماراندا كورنانو أوانا غافرلا 5–7، 6–4، [10–4]     | كريستينا هربالوفا باربورا ميكلوفا             | فاليريا أورزوموفا إيلونا جورجيانا غيورواي               | ماريا شوشارينا بويانا مارينكوفيتش غابرييلا نيكول تتاروس فدريكا أرسيديكونو   |
| 8 يوليو  | بروكوبليه، صربيا ملعب ترابي W15 قرعة المباريات الفردية والزوجية                                     | سيوني مينديز 6–4، 6–1                                    | داريا أستاخوفا                                | أنيتا حوساريتش فيرونيكا إرجافيتش                        | ساتسوكي تاكامورا ميهيلا دياكوفيتش فيكتوريا ديما بيتيا أرشينكوفا             |
| 8 يوليو  | بروكوبليه، صربيا ملعب ترابي W15 قرعة المباريات الفردية والزوجية                                     | داريا أستاخوفا لاورا سفاتيكوفا 6–3، 0–6، [10–6]          | نفيسة بيربيروفيتش فيرونيكا إرجافيتش           | أنيتا حوساريتش فيرونيكا إرجافيتش                        | ساتسوكي تاكامورا ميهيلا دياكوفيتش فيكتوريا ديما بيتيا أرشينكوفا             |
| 8 يوليو  | هوا هين، تايلاند ملعب صلب W15 قرعة المباريات الفردية والزوجية                                       | لو بروليو 6–4، 6–3                                       | هيماري ساتو                                   | واتاشول ساواتدي بونياوي تامشايوات                       | مي ياماغوتشي أيكو يوشيتومي سوجانيا بافيستي كيم دا هي                        |
| 8 يوليو  | هوا هين، تايلاند ملعب صلب W15 قرعة المباريات الفردية والزوجية                                       | باتشارين شيابشاندج ني ما زوما 6–3، 6–2                   | أنشيسا تشانتا سوبابيتش كويروم                 | واتاشول ساواتدي بونياوي تامشايوات                       | مي ياماغوتشي أيكو يوشيتومي سوجانيا بافيستي كيم دا هي                        |
| 8 يوليو  | طبرقة، تونس ملعب ترابي W15 قرعة المباريات الفردية والزوجية                                          | يوليانا ليزارازو 6–3، 6–0                                | لويز برونسكوغ                                 | أندريا أغوستينا فارولا دي بالما مارتينا كابوررو تابوردا | آنا سيسكوفا أيوانا غاسبار إيفان صدفمحو توليبوفا غلوريا تشيشي                |
| 8 يوليو  | طبرقة، تونس ملعب ترابي W15 قرعة المباريات الفردية والزوجية                                          | مارتينا كابوررو تابوردا يوليانا ليزارازو 6–2، 6–1        | ديانا شهودي نوا لياو أفونغ                    | أندريا أغوستينا فارولا دي بالما مارتينا كابوررو تابوردا | آنا سيسكوفا أيوانا غاسبار إيفان صدفمحو توليبوفا غلوريا تشيشي                |
| 15 يوليو | بياريتز المفتوح بياريتز، فرنسا ملعب ترابي W80 قرعة الفردي – قرعة الزوجي                             | فيكتوريا توموفا 6–2، 5–7، 7–5                            | دانكا كوفينتش                                 | فيرونيكا سبيد رويج جيسيكا بونشيه                        | إليتسا كوستوفا أناستاسيا زاريتسكا إيرينا رامياليسون بيبيان ويجيرس           |
| 15 يوليو | بياريتز المفتوح بياريتز، فرنسا ملعب ترابي W80 قرعة الفردي – قرعة الزوجي                             | مانو أركانجيولي كيمبرلي زيمرمان 2–6، 3–6، [10–6]         | فيكتوريا رودريغيز إيوانا لوريدانا روسكا       | فيرونيكا سبيد رويج جيسيكا بونشيه                        | إليتسا كوستوفا أناستاسيا زاريتسكا إيرينا رامياليسون بيبيان ويجيرس           |
| 15 يوليو | كأس الرئيس نور سلطان، كازاخستان ملعب صلب W80 قرعة الفردي – قرعة الزوجي                              | ماري بوزكوفا 6–3، 6–3                                    | ناتاليا كوستيتش                               | إيرينا شيمانوفيتش ماريام بولكفادزه                      | تشالا بويوكاكاتشاي فيفيان هايسين وانغ شينيو أناستاسيا زخاروفا               |
| 15 يوليو | كأس الرئيس نور سلطان، كازاخستان ملعب صلب W80 قرعة الفردي – قرعة الزوجي                              | ماري بوزكوفا فيفيان هايسين 7–6(10–8)، 6–1                | فلادا كوفال كاميلا راخيموفا                   | إيرينا شيمانوفيتش ماريام بولكفادزه                      | تشالا بويوكاكاتشاي فيفيان هايسين وانغ شينيو أناستاسيا زخاروفا               |
| 15 يوليو | تحدي نادي بيركيلي للتنس بيركيلي، الولايات المتحدة ملعب صلب W60 قرعة الفردي – قرعة الزوجي            | ماديسون برينجل 7–5، 6–4                                  | مايو هيبي                                     | كريستي آهن ساتشيا فيكري                                 | غيل برودسكي أرينا روديونوفا هان نا-لي كارولين دولهايد                       |
| 15 يوليو | تحدي نادي بيركيلي للتنس بيركيلي، الولايات المتحدة ملعب صلب W60 قرعة الفردي – قرعة الزوجي            | ماديسون برينجل ساتشيا فيكري 6–3، 7–5                     | فرانشيسكا دي لورينزو كاتي سوان                | كريستي آهن ساتشيا فيكري                                 | غيل برودسكي أرينا روديونوفا هان نا-لي كارولين دولهايد                       |
| 15 يوليو | تحدي غاتينو غاتينو (كيبك)، كندا ملعب صلب W25 قرعة المباريات الفردية والزوجية                        | ليلى آني فرنانديز 3–6، 1–6، 2–6                          | كارسون برانستين                               | فرانسواز أبندا سوزان بانديتشي                           | فيكتوريا إيما مارسيلا زكرياس Sophie Chang كوين جليسون                       |
| 15 يوليو | تحدي غاتينو غاتينو (كيبك)، كندا ملعب صلب W25 قرعة المباريات الفردية والزوجية                        | ليلاه آني فرنانديز ريبيكا مارينو 7–6(7–5)، 6–3           | هسو تشيه يو مارسيلا زكرياس                    | فرانسواز أبندا سوزان بانديتشي                           | فيكتوريا إيما مارسيلا زكرياس Sophie Chang كوين جليسون                       |
| 15 يوليو | تشوجينغ، الصين ملعب صلب (indoor) W25 قرعة المباريات الفردية والزوجية                                | ألكساندرينا نايدينوفا 7–5، 6–3                           | يانغ ييدي                                     | سون شو ليو ما يكسين                                     | إريكا سما بينجتارن بليبويتش ألانا بارنابي مانا أيوكاوا                      |
| 15 يوليو | تشوجينغ، الصين ملعب صلب (indoor) W25 قرعة المباريات الفردية والزوجية                                | مانا أيوكاوا إريكا سما 6–2، 6–3                          | كانغ جياكي بينجتارن بليبويتش                  | سون شو ليو ما يكسين                                     | إريكا سما بينجتارن بليبويتش ألانا بارنابي مانا أيوكاوا                      |
| 15 يوليو | كأس آي تي إس أولوموتس، جمهورية التشيك ملعب ترابي W25 قرعة المباريات الفردية والزوجية                | جيسيكا ماليتشكوفا 6–3، 6–4                               | ايبك سويلو                                    | أنستازيا ديتسيوك يوهانا ماركوفا                         | شانتال شكاملوفا ألريكك إيكري دينيسا أليرتوفا تاييسيا موردرجر                |
| 15 يوليو | كأس آي تي إس أولوموتس، جمهورية التشيك ملعب ترابي W25 قرعة المباريات الفردية والزوجية                | أنستازيا ديتسيوك يوهانا ماركوفا 6–3، 4–6، [11–9]         | جيسيكا ماليتشكوفا شانتال شكاملوفا             | أنستازيا ديتسيوك يوهانا ماركوفا                         | شانتال شكاملوفا ألريكك إيكري دينيسا أليرتوفا تاييسيا موردرجر                |
| 15 يوليو | أشافنبورغ، ألمانيا ملعب ترابي W25 قرعة المباريات الفردية والزوجية                                   | ديسبينا باباميتشايل 6–2، 5–7، 6–2                        | جولي نيمير                                    | كاتارينا كيرلاخ كاثارينا هوبغارسكي                      | إيكاترينا ماكاروفا آنا لينا فريدسام إيفانا بوبوفيتش غابرييلا دا سيلفا-فيك   |
| 15 يوليو | أشافنبورغ، ألمانيا ملعب ترابي W25 قرعة المباريات الفردية والزوجية                                   | تاتيانا بييري إيفانا بوبوفيتش 7–6(7–5)، 6–4              | إيريني بورييو إسكوريهويلا ديسبينا باباميتشايل | كاتارينا كيرلاخ كاثارينا هوبغارسكي                      | إيكاترينا ماكاروفا آنا لينا فريدسام إيفانا بوبوفيتش غابرييلا دا سيلفا-فيك   |
| 15 يوليو | باجا، المجر ملعب ترابي W25 قرعة المباريات الفردية والزوجية                                          | ريكا لوكا جاني 6–3، 2–6، 6–2                             | ميار شريف                                     | دلما جالفي لارا سالدن                                   | فييفين يوهاتسوفا تينا لوكاس ديانا رادانوفيتش بيتيا أرشينكوفا                |
| 15 يوليو | باجا، المجر ملعب ترابي W25 قرعة المباريات الفردية والزوجية                                          | ميلاني كلافنير ميار شريف 6–2، 4–6، [10–8]                | ريكا لوكا جاني لارا سالدن                     | دلما جالفي لارا سالدن                                   | فييفين يوهاتسوفا تينا لوكاس ديانا رادانوفيتش بيتيا أرشينكوفا                |
| 15 يوليو | إيمولا، إيطاليا سجاد W25 قرعة المباريات الفردية والزوجية                                            | ستيفانيا روبييني 6–3، 6–3                                | كلوديا جيوفين                                 | كاميلا روساتيلو فيرينا ميليس                            | كورينا دينتوني نينا ستادلر إيليني كوردولايمي أنجيليكا موراتيلي              |
| 15 يوليو | إيمولا، إيطاليا سجاد W25 قرعة المباريات الفردية والزوجية                                            | باولا كريستينا غونسالفيس نينا ستادلر 6–4، 6–2            | رشيدة مكادو ساندرا سمير                       | كاميلا روساتيلو فيرينا ميليس                            | كورينا دينتوني نينا ستادلر إيليني كوردولايمي أنجيليكا موراتيلي              |
| 15 يوليو | بالميلا، البرتغال ملعب صلب W25 قرعة المباريات الفردية والزوجية                                      | غيو مار ماريستاني 6–3، 7–5                               | إيفا غيريرو ألفاريز                           | يوليا هاتوكا جولي جيرفي                                 | تمارا تشروفيتش إيدن سيلفا جوليا تيرزييسكا مايا لامسدن                       |
| 15 يوليو | بالميلا، البرتغال ملعب صلب W25 قرعة المباريات الفردية والزوجية                                      | سارة بيث غري إيدن سيلفا 7–5، 6–2                         | إستيل كاسينو جوليا تيرزييسكا                  | يوليا هاتوكا جولي جيرفي                                 | تمارا تشروفيتش إيدن سيلفا جوليا تيرزييسكا مايا لامسدن                       |
| 15 يوليو | بارنو، إستونيا ملعب ترابي W15 قرعة المباريات الفردية والزوجية                                       | سوزان لامنس 6–4، 6–0                                     | إلينا مالوجينا                                | ليسي كوبر ماريا تاناسيسكو                               | فيونا غانز كارين بريتزا إيكاترينا راينغولد فاني أوستلوند                    |
| 15 يوليو | بارنو، إستونيا ملعب ترابي W15 قرعة المباريات الفردية والزوجية                                       | أنستازيا كوليكوفا إلينا مالوجينا 6–3، 2–6، [10–5]        | سارا أوراف كاترين سار                         | ليسي كوبر ماريا تاناسيسكو                               | فيونا غانز كارين بريتزا إيكاترينا راينغولد فاني أوستلوند                    |
| 15 يوليو | ديجون، فرنسا ملعب صلب W15 قرعة المباريات الفردية والزوجية                                           | ماتيلد أرموتانو 6–1، 6–3                                 | سوزان سيليك                                   | ماريا فرناندا هيرازو أليس روب                           | ميلين هالماي ماري فيليت فيكتوريا كاليتزيس ديانا مارتينوف                    |
| 15 يوليو | ديجون، فرنسا ملعب صلب W15 قرعة المباريات الفردية والزوجية                                           | ميلين هالماي لايا بترتيك 6–4، 6–4                        | فيكتوريا كاليتزيس جوستين بايسون               | ماريا فرناندا هيرازو أليس روب                           | ميلين هالماي ماري فيليت فيكتوريا كاليتزيس ديانا مارتينوف                    |
| 15 يوليو | كانكون، المكسيك ملعب صلب W15 قرعة المباريات الفردية والزوجية                                        | أدريانا ريامي 7–6(7–2)، 7–6(7–5)                         | تايسا غرانا بيدريتي                           | لينا غلشكو تييفني فيكيه                                 | آنا سينكلير روجرز إيدواردا بيائي نيكول ناديل جوستينا ميكولسكيت              |
| 15 يوليو | كانكون، المكسيك ملعب صلب W15 قرعة المباريات الفردية والزوجية                                        | أدريانا ريامي آنا سينكلير روجرز 7–6(7–1)، 6–4            | تييفني فيكيه جوستينا ميكولسكيت                | لينا غلشكو تييفني فيكيه                                 | آنا سينكلير روجرز إيدواردا بيائي نيكول ناديل جوستينا ميكولسكيت              |
| 15 يوليو | ليما، بيرو ملعب ترابي W15 قرعة المباريات الفردية والزوجية                                           | نويليا زيبالوس 6–3، 6–1                                  | نادية إتشيفيريّا ألم                           | فرناندا بريتو بيانكا فرنانديز                           | أكيلا جايمز رافائيل لاكاس رومينا كيونو كاميلا روميرو                        |
| 15 يوليو | ليما، بيرو ملعب ترابي W15 قرعة المباريات الفردية والزوجية                                           | فرناندا لبراييا كاميلا روميرو 6–2، 6–4                   | نادية إتشيفيريّا ألم ديانا ماريا ميهايل        | فرناندا بريتو بيانكا فرنانديز                           | أكيلا جايمز رافائيل لاكاس رومينا كيونو كاميلا روميرو                        |
| 15 يوليو | دون بينيتو، إسبانيا Carpet W15 قرعة المباريات الفردية والزوجية                                      | إيكاترينا شاليموفا 6–1، 6–1                              | ماريا خوسيه لوكي مورينو                       | إيميلي لينده أنخليس مورينو بارانكيرو                    | كارولينا بيرنكوڤا جورجيا درومي سيليا سيرفينيو رويز أولغا باريس أسكويتا      |
| 15 يوليو | دون بينيتو، إسبانيا Carpet W15 قرعة المباريات الفردية والزوجية                                      | ألبا كارييو مارين إيميلي لينده 6–4، 7–5                  | كارولينا بيرنكوڤا جورجيا درومي                | إيميلي لينده أنخليس مورينو بارانكيرو                    | كارولينا بيرنكوڤا جورجيا درومي سيليا سيرفينيو رويز أولغا باريس أسكويتا      |
| 15 يوليو | طبرقة، تونس ملعب ترابي W15 قرعة المباريات الفردية والزوجية                                          | فيديريكا أرتشيديكونو 3–6، 6–1، 6–3                       | بولا أرياس مانخون                             | جولييت ستور أوليمب لنكلوت                               | نوريا برانكاتشو مايليس بوغرا أليس أمدولا أجات تيمسيت                        |
| 15 يوليو | طبرقة، تونس ملعب ترابي W15 قرعة المباريات الفردية والزوجية                                          | فيديريكا أرتشيديكونو نوريا برانكاتشو 6–4، 4–6، [10–6]    | بولا أرياس مانخون جولييت ستور                 | جولييت ستور أوليمب لنكلوت                               | نوريا برانكاتشو مايليس بوغرا أليس أمدولا أجات تيمسيت                        |
| 22 يوليو | تشالنجر دي غرانبي غرانبي، كندا ملعب صلب W80 المباريات: الفردية – الزوجية                            | ليزيت كابريرا 6–1، 6–4                                   | ليلاه آني فرنانديز                            | فرانسواز أبندا كاثرين سيبوف                             | ماديسون إنجليس مايو هيبي فرانشيسكا دي لورينزو لين سلايث                     |
| 22 يوليو | تشالنجر دي غرانبي غرانبي، كندا ملعب صلب W80 المباريات: الفردية – الزوجية                            | هاروكا كاجي جونري ناميجاتا 7–6(7–5)، 5–7، [10–8]         | كوين جليسون إنجريد نيل                        | فرانسواز أبندا كاثرين سيبوف                             | ماديسون إنجليس مايو هيبي فرانشيسكا دي لورينزو لين سلايث                     |
| 22 يوليو | أدفانتج كارز براغ أوبن براغ، جمهورية التشيك ملعب ترابي W60 المباريات: الفردية – الزوجية             | تمارا كورباتش 7–5، 6–3                                   | دينيزا أليرتوفا                               | ريتشل هوجينكامب أنستازيا زاريتسكا                       | فيكتوريا توموفا رالوكا شيربان فيرونيكا سبيد رويج تيريزا مارتينكوفا          |
| 22 يوليو | أدفانتج كارز براغ أوبن براغ، جمهورية التشيك ملعب ترابي W60 المباريات: الفردية – الزوجية             | نيكوليتا داسكالو رالوكا شيربان 6–4، 6–4                  | لوسي هراديكا يوهانا ماركوفا                   | ريتشل هوجينكامب أنستازيا زاريتسكا                       | فيكتوريا توموفا رالوكا شيربان فيرونيكا سبيد رويج تيريزا مارتينكوفا          |
| 22 يوليو | برايدي إندستريز وومنز تنس كلاسيك أشلاند، الولايات المتحدة ملعب صلب W60 المباريات: الفردية – الزوجية | إيلين بيريز 6–2، 3–2، انسحاب.                            | زوي هايفز                                     | كاتي سوان روبن أندرسون                                  | ميجان مناس آن لي هانا تشانج أليكسا جلاتش                                    |
| 22 يوليو | برايدي إندستريز وومنز تنس كلاسيك أشلاند، الولايات المتحدة ملعب صلب W60 المباريات: الفردية – الزوجية | ساناز ماراند كيتلين ووريسكي 7–6(7–4)، 6–4                | فلاتشيا بابيتش جوليا روسنكفيست                | كاتي سوان روبن أندرسون                                  | ميجان مناس آن لي هانا تشانج أليكسا جلاتش                                    |
| 22 يوليو | هورب، ألمانيا ملعب ترابي W25 قرعة المباريات الفردية والزوجية                                        | ليا بوشكوفيتش 6–4، 0–6، 6–1                              | سيمونا والترت                                 | إليونورا مولينارو أوانا جورجيتا سيميُون                  | ميلاني ستوك إيرينا فيتيكاو أليس توبيلو رومي كولزر                           |
| 22 يوليو | هورب، ألمانيا ملعب ترابي W25 قرعة المباريات الفردية والزوجية                                        | كاتارينا كيرلاخ جوليا فاخاتشيك 6–1، 6–3                  | ألبينا خابيبولينا صوفيا شاباتافا              | إليونورا مولينارو أوانا جورجيتا سيميُون                  | ميلاني ستوك إيرينا فيتيكاو أليس توبيلو رومي كولزر                           |
| 22 يوليو | بيطوم، بولندا ملعب ترابي W25 قرعة المباريات الفردية والزوجية[وصلة مكسورة]                           | مايا شوالينسكا 6–3، 6–4                                  | نينا بوتوشنيك                                 | كاتارزينا بيتر داريا لوديكوفا                           | دلما جالفي ايبك سويلو تشيهيرو موراتسو مارينا كاريجارو                       |
| 22 يوليو | بيطوم، بولندا ملعب ترابي W25 قرعة المباريات الفردية والزوجية[وصلة مكسورة]                           | دلما جالفي كاتارزينا بيتر 6–4، 6–0                       | مارينا تشيرنيشوفا داريا لوديكوفا              | كاتارزينا بيتر داريا لوديكوفا                           | دلما جالفي ايبك سويلو تشيهيرو موراتسو مارينا كاريجارو                       |
| 22 يوليو | بورتو، البرتغال ملعب صلب W25 قرعة المباريات الفردية والزوجية                                        | إيفا غيريرو ألفاريز 6–4، 6–7(4–7)، 6–3                   | ميرتل جورج                                    | ماري أوساكا غيوومار مارستاني                            | بيمرا أوزجن إستيل كاسينو إينيس مورتا إيدن سيلفا                             |
| 22 يوليو | بورتو، البرتغال ملعب صلب W25 قرعة المباريات الفردية والزوجية                                        | إستيل كاسينو جوليا تيرزيسكا 7–6(7–0)، 6–3                | جاكلين كاباج أواد إينيس مورتا                 | ماري أوساكا غيوومار مارستاني                            | بيمرا أوزجن إستيل كاسينو إينيس مورتا إيدن سيلفا                             |
| 22 يوليو | موسكو، روسيا ملعب ترابي W25 قرعة المباريات الفردية والزوجية                                         | فيكتوريا كان 6–1، 7–6(7–2)                               | فلادا كوفال                                   | جانا بوزنيخيرينكو ماريا شوشارينا                        | دراجينجا فوكوفيتش ألينا تشيربينا فاليريا ستراكوفا أناستاسيا كوماردينا       |
| 22 يوليو | موسكو، روسيا ملعب ترابي W25 قرعة المباريات الفردية والزوجية                                         | أمينة أنشبى أنستاسيا ديتيوك 6–2، 6–4                     | كرمن إيلونا إيكاتيرينا ماكاروفا               | جانا بوزنيخيرينكو ماريا شوشارينا                        | دراجينجا فوكوفيتش ألينا تشيربينا فاليريا ستراكوفا أناستاسيا كوماردينا       |
| 22 يوليو | فيتوريا-غاستيز، إسبانيا ملعب صلب W25 قرعة المباريات الفردية والزوجية                                | كريستينا بوكشا 6–0، 6–4                                  | شاليمار تالبي                                 | إيوانا لوريدانا روسكا داريا ميشينا                      | أندريا لازارو غارسيا ألكسندرا بوزوفيتش ألبا كاريو مارين فيكتوريا رودريغيز   |
| 22 يوليو | فيتوريا-غاستيز، إسبانيا ملعب صلب W25 قرعة المباريات الفردية والزوجية                                | فيكتوريا رودريغيز آنا صوفيا سانشيز 6–3، 6–3              | ألبا كاريو مارين أنجيلا فيتا بولودا           | إيوانا لوريدانا روسكا داريا ميشينا                      | أندريا لازارو غارسيا ألكسندرا بوزوفيتش ألبا كاريو مارين فيكتوريا رودريغيز   |
| 22 يوليو | نونثابوري، تايلاند ملعب صلب W25 قرعة المباريات الفردية والزوجية                                     | جانغ سو جونج 6–1، 2–6، 6–4                               | شون فانيينج                                   | يوكي نايتو وانغ شينيو                                   | كانغ جياتشي لو جياجينغ ألديلة سوجياتي سابينا شاريبوفا                       |
| 22 يوليو | نونثابوري، تايلاند ملعب صلب W25 قرعة المباريات الفردية والزوجية                                     | يوديس تشونج ألديلة سوجياتي 7–6(7–2)، 6–4                 | أكيكو أوماي بينجتارن بليبويتش                 | يوكي نايتو وانغ شينيو                                   | كانغ جياتشي لو جياجينغ ألديلة سوجياتي سابينا شاريبوفا                       |
| 22 يوليو | إيفانسفيل، الولايات المتحدة ملعب صلب W25 قرعة المباريات الفردية والزوجية                            | غريس مين 7–6(9–7)، 4–6، 7–5                              | دينيز خازانيك                                 | ناتاشا سوباش هارونا أراكاوا                             | كاثرين فاهي فيرناندا كونتريراس شانيل سيموندز إليزابيث ماندليك               |
| 22 يوليو | إيفانسفيل، الولايات المتحدة ملعب صلب W25 قرعة المباريات الفردية والزوجية                            | هسو تشيه يو شانيل سيموندز 6–2، 6–0                       | هارونا أراكاوا باميلا مونتيز                  | ناتاشا سوباش هارونا أراكاوا                             | كاثرين فاهي فيرناندا كونتريراس شانيل سيموندز إليزابيث ماندليك               |
| 22 يوليو | بطولة تامبيري المفتوحة تامبيري، فنلندا ملعب صلب (داخلي) W15 قرعة المباريات الفردية والزوجية         | أناستاسيا كوليكوفا 6–4، 6–7(2–7)، 6–3                    | فيكتوريا كاليتزيس                             | بولينا باخمتكينا مارجريتا إيغناتجييفا                   | كاترين سار يفجينيا ليفاشوفا إيفيتا دابكوته صوفيا سمافاتي                    |
| 22 يوليو | بطولة تامبيري المفتوحة تامبيري، فنلندا ملعب صلب (داخلي) W15 قرعة المباريات الفردية والزوجية         | بولينا باخمتكينا نوال سيدينوفا 6–2، 6–3                  | إيزابيلا بوزيتشيفيتش أناستاسيا كوليكوفا       | بولينا باخمتكينا مارجريتا إيغناتجييفا                   | كاترين سار يفجينيا ليفاشوفا إيفيتا دابكوته صوفيا سمافاتي                    |
| 22 يوليو | ليه كونتامين مونتجوي، فرنسا ملعب صلب W15 قرعة المباريات الفردية والزوجية                            | جوان زوغير 7–6(7–2)، 6–0                                 | سيليا بيل موهر                                | لوسي وارغنير ماتيلد أرميتانو                            | أوغسطينا تشلباك سوزان سيليك صوفيا بيولايا نيكولا بريشكوفا                   |
| 22 يوليو | ليه كونتامين مونتجوي، فرنسا ملعب صلب W15 قرعة المباريات الفردية والزوجية                            | أوبان دروجويت مارغو روفروي 7–5، 6–3                      | رانيا أززيز ماتيلد دوري                       | لوسي وارغنير ماتيلد أرميتانو                            | أوغسطينا تشلباك سوزان سيليك صوفيا بيولايا نيكولا بريشكوفا                   |
| 22 يوليو | سكيو، إيطاليا ملعب ترابي W15 قرعة المباريات الفردية والزوجية                                        | يوليانا ليزارازو 6–4، 7–5                                | مانكا بيسلاك                                  | كاميلا سكالا بيانكا توراتي                              | أنجيليكا راجي ليزا بيجاتو سارا جامبوجي مارتينا سبيجاريللي                   |
| 22 يوليو | سكيو، إيطاليا ملعب ترابي W15 قرعة المباريات الفردية والزوجية                                        | يوليانا ليزارازو أورورا زانتيديسكي 6–3، 1–6، [10–5]      | ماتيلدي باوليتتي ليزا بيجاتو                  | كاميلا سكالا بيانكا توراتي                              | أنجيليكا راجي ليزا بيجاتو سارا جامبوجي مارتينا سبيجاريللي                   |
| 22 يوليو | كانكون، المكسيك ملعب صلب W15 قرعة المباريات الفردية والزوجية                                        | ثايسا جرانا بيدريتي 6–2، 6–3                             | إيل كريستنسن                                  | كريستين يونس مايوكا أيكاوا                              | ماديسون أبيل جوني شريف أيكو يوشيتومي أناستاسيا سيسوييفا                     |
| 22 يوليو | كانكون، المكسيك ملعب صلب W15 قرعة المباريات الفردية والزوجية                                        | ثايسا جرانا بيدريتي ماريا خوسيه بورتيو راميريز 7–5، 6–3  | ديوي ديكمان إيزابيل هافيرلاغ                  | كريستين يونس مايوكا أيكاوا                              | ماديسون أبيل جوني شريف أيكو يوشيتومي أناستاسيا سيسوييفا                     |
| 22 يوليو | ساندفيورد، النرويج ملعب ترابي W15 قرعة المباريات الفردية والزوجية                                   | ميكاييلا بايرلوفا 5–7، 6–3، 6–3                          | ماليني هيلغو                                  | سوزان لامانس أستريد وانجا برون أولسن                    | كلارا تاوسون ليزا بونومار ريكا فارباس إيدا جارلسكوج                         |
| 22 يوليو | ساندفيورد، النرويج ملعب ترابي W15 قرعة المباريات الفردية والزوجية                                   | أستريد وانجا برون أولسن ماليني هيلغو 6–3، 6–3            | سوزان لامانس أنيك ميلجرز                      | سوزان لامانس أستريد وانجا برون أولسن                    | كلارا تاوسون ليزا بونومار ريكا فارباس إيدا جارلسكوج                         |
| 22 يوليو | طبرقة، تونس ملعب ترابي W15 قرعة المباريات الفردية والزوجية                                          | إيفا فيدر 7–5، 6–3                                       | مايلي بوغرات                                  | نوريا برانكاشيو بولا أرياس مانخون                       | أليس أماندولا فيديريكا أرتشيدياكونو آنا بوبسكو داريا كوداشوفا               |
| 22 يوليو | طبرقة، تونس ملعب ترابي W15 قرعة المباريات الفردية والزوجية                                          | إيفا فيدر ستيفاني فيشر 2–6، 6–2، [10–5]                  | إليزابيث دانييلوفا تشيلسي فانهاوتي            | نوريا برانكاشيو بولا أرياس مانخون                       | أليس أماندولا فيديريكا أرتشيدياكونو آنا بوبسكو داريا كوداشوفا               |
| 29 يوليو | تشالنجر ليكسينغتون ليكسينغتون، الولايات المتحدة ملعب صلب W60 قرعة فردي - قرعة زوجي                  | كيم دا-بين 6–1، 6–3                                      | آن لي                                         | هان نا لاي روبن أندرسون                                 | كاتي سوان زوي هيفز دينيز خزانيوك جيمي لوب                                   |
| 29 يوليو | تشالنجر ليكسينغتون ليكسينغتون، الولايات المتحدة ملعب صلب W60 قرعة فردي - قرعة زوجي                  | روبن أندرسون جيسيكا بونشيت 7–6(7–4)، 6–7(5–7)، [10–7]    | آن لي جيمي لوب                                | هان نا لاي روبن أندرسون                                 | كاتي سوان زوي هيفز دينيز خزانيوك جيمي لوب                                   |
| 29 يوليو | باد زاولغاو، ألمانيا ملعب ترابي W25+H قرعة المباريات الفردية والزوجية                               | سارا سوريبس تورمو 7–6(7–4)، 6–1                          | كاتارينا كيرلاخ                               | إيرينا فيتيكاو ميلاني ستوك                              | مارينا ميلنيكوفا غابرييلا سي تيليانا بيريرا جورجينا غارسيا بيريز            |
| 29 يوليو | باد زاولغاو، ألمانيا ملعب ترابي W25+H قرعة المباريات الفردية والزوجية                               | جورجينا غارسيا بيريز سارا سوريبس تورمو 6–3، 6–1          | كسينيا لاسكوتوفا مارينا ميلنيكوفا             | إيرينا فيتيكاو ميلاني ستوك                              | مارينا ميلنيكوفا غابرييلا سي تيليانا بيريرا جورجينا غارسيا بيريز            |
| 29 يوليو | سيزي، إيطاليا ملعب ترابي W25 قرعة المباريات الفردية والزوجية                                        | ستيفانيا روبيني 6–4، 6–1                                 | آنا دانيلينا                                  | جيسيكا بيري ماريا مارفوتينا                             | فرانسيسكا جونز فيكتوريا كان إيلونا جيورجيانا غيورواي كاميلا روزاتيلو        |
| 29 يوليو | سيزي، إيطاليا ملعب ترابي W25 قرعة المباريات الفردية والزوجية                                        | آنا دانيلينا إيكاترينا ياشينا 7–5، 6–4                   | نوريا برانشاسيو فيديريكا ساكو                 | جيسيكا بيري ماريا مارفوتينا                             | فرانسيسكا جونز فيكتوريا كان إيلونا جيورجيانا غيورواي كاميلا روزاتيلو        |
| 29 يوليو | غردجسك مازوفيتسكي، بولندا ملعب ترابي W25 قرعة المباريات الفردية والزوجية[وصلة مكسورة]               | مايا كوالينسكا 7–6(7–5)، 6–4                             | ديانا رادانوفيتش                              | تيساه أندريانجافيتريمو كاتارزينا بيتر                   | آنا هيرتل فاليريا ستراكوفا فيفيان يوهاسوفا ألريكك إيكري                     |
| 29 يوليو | غردجسك مازوفيتسكي، بولندا ملعب ترابي W25 قرعة المباريات الفردية والزوجية[وصلة مكسورة]               | آنا هيرتل أنستاسيا شوشينا 6–7(6–8)، 6–2، [10–4]          | ألريكك إيكري إيزابيلا شنيكوفا                 | تيساه أندريانجافيتريمو كاتارزينا بيتر                   | آنا هيرتل فاليريا ستراكوفا فيفيان يوهاسوفا ألريكك إيكري                     |
| 29 يوليو | بطولة كاستيلا وليون المفتوحة إل إسبينار، إسبانيا ملعب صلب W25 قرعة المباريات الفردية والزوجية       | أرانتشا روس 6–4، 6–1                                     | جوليا تيرزيسكا                                | إيفا غيريرو ألفاريز إليتسا كوستوفا                      | ألبا كارييو مارين أولغا باريس أزكويتا أولغا يانتشوك كريستينا بوكشا          |
| 29 يوليو | بطولة كاستيلا وليون المفتوحة إل إسبينار، إسبانيا ملعب صلب W25 قرعة المباريات الفردية والزوجية       | مارينا باسولس رييرا فنغ شو 7–5، 7–6(7–4)                 | ألكساندرا بوزوفيتش شاليمار طالبي              | إيفا غيريرو ألفاريز إليتسا كوستوفا                      | ألبا كارييو مارين أولغا باريس أزكويتا أولغا يانتشوك كريستينا بوكشا          |
| 29 يوليو | تايبيه، تايوان ملعب صلب W25 قرعة المباريات الفردية والزوجية                                         | فاليريا سافينيخ 7–5، 6–2                                 | ريسا أوشيجيما                                 | بارك سو هيون زانغ يينغ                                  | ليزا-ماري ريوكس نودنيدا لوانجنام ماي مينوكيشي شو تشينغ ون                   |
| 29 يوليو | تايبيه، تايوان ملعب صلب W25 قرعة المباريات الفردية والزوجية                                         | ريا بهاتيا رمو أويدا 7–5، 6–2                            | تشو آي هسوان تشو يي تسين                      | بارك سو هيون زانغ يينغ                                  | ليزا-ماري ريوكس نودنيدا لوانجنام ماي مينوكيشي شو تشينغ ون                   |
| 29 يوليو | نونثابوري، تايلاند ملعب صلب W25 قرعة المباريات الفردية والزوجية                                     | يوكي نايتو 2–6، 7–6(7–4)، 6–3                            | وانغ شينيو                                    | سابينا شاريبوفا ماننشايا ساوانكاو                       | بينجتارن بليبويتش ميشيكا أوزيكي غوزال أينيودينوفا روتوجا بسالي              |
| 29 يوليو | نونثابوري، تايلاند ملعب صلب W25 قرعة المباريات الفردية والزوجية                                     | يو ديس تشونغ ألديلة سوتجيادي 6–2، 6–1                    | إريكا سما وو ميكسي                            | سابينا شاريبوفا ماننشايا ساوانكاو                       | بينجتارن بليبويتش ميشيكا أوزيكي غوزال أينيودينوفا روتوجا بسالي              |
| 29 يوليو | GB Pro-Series Foxhills ووكينغ، المملكة المتحدة ملعب صلب W25 قرعة المباريات الفردية والزوجية         | ليزلي كيرخوف 7–6(8–6)، 6–2                               | بيمرا أوزجن                                   | ميرتل جورج أوسيان دودان                                 | سارة بيث غري أنكيتا راينا فيفيان هايسن إستيل كاسينو                         |
| 29 يوليو | GB Pro-Series Foxhills ووكينغ، المملكة المتحدة ملعب صلب W25 قرعة المباريات الفردية والزوجية         | سارة بيث غري إيدن سيلفا 6–2، 7–5                         | نايكثا بينز أنكيتا راينا                      | ميرتل جورج أوسيان دودان                                 | سارة بيث غري أنكيتا راينا فيفيان هايسن إستيل كاسينو                         |
| 29 يوليو | فورت وورث، الولايات المتحدة ملعب صلب W25 قرعة المباريات الفردية والزوجية                            | كاثرين هاريسون 6–4، 6–0                                  | شانيل فان نغوين                               | لورين جييرمو أليكسا جلاتش                               | صوفيا ويتل لورين بروكتور أوليفيا تجاندراموليا ناغي هاناتاني                 |
| 29 يوليو | فورت وورث، الولايات المتحدة ملعب صلب W25 قرعة المباريات الفردية والزوجية                            | هسو تشيه يو غابرييلا تالابا 7–6(10–8)، 7–5               | إليسيا بولتون جايدا هارت                      | لورين جييرمو أليكسا جلاتش                               | صوفيا ويتل لورين بروكتور أوليفيا تجاندراموليا ناغي هاناتاني                 |
| 29 يوليو | كنوكه، بلجيكا ملعب ترابي W15 قرعة المباريات الفردية والزوجية                                        | سيندي برغر 7–6(7–5)، 3–6، 6–1                            | اناستازيا بريبيلوفا                           | يوكانا سايغو سلمى جوبري                                 | مارينا يودانوف سوزان لامنز كاثرينا هيرينج جوليا كيميلمان                    |
| 29 يوليو | كنوكه، بلجيكا ملعب ترابي W15 قرعة المباريات الفردية والزوجية                                        | ميلاني كريفو تشيلسى فانهوتي 6–3، 2–6، [12–10]            | اناستازيا بريبيلوفا انا بريبيلوفا             | يوكانا سايغو سلمى جوبري                                 | مارينا يودانوف سوزان لامنز كاثرينا هيرينج جوليا كيميلمان                    |
| 29 يوليو | سافيتايبال، فنلندا ملعب ترابي W15 قرعة المباريات الفردية والزوجية                                   | اناستازيا كوليكوفا 4–6، 7–6(7–3)، 6–2                    | كاثرينا كازيونوفا                             | بولينا باخموتكينا نوال سيدينوفا                         | إيلينا مالوينا لويز برونسكوغ لورا هيتارانتا صوفيا سامافاتي                  |
| 29 يوليو | سافيتايبال، فنلندا ملعب ترابي W15 قرعة المباريات الفردية والزوجية                                   | إيفا غاركوشا كاثرينا كازيونوفا 6–2، 6–3                  | آنا مخوركينا صدفم تاليبوفا                    | بولينا باخموتكينا نوال سيدينوفا                         | إيلينا مالوينا لويز برونسكوغ لورا هيتارانتا صوفيا سامافاتي                  |
| 29 يوليو | دبلن، أيرلندا سجاد W15 قرعة المباريات الفردية والزوجية                                              | جورجيا درامي 6–1، 6–2                                    | أليس روب                                      | آنا بوتيل كارولينا بيرانكوفا                            | هلينا نارمونت ليزا بونومار إيدا يارلسكوغ صوفيا بيولاي                       |
| 29 يوليو | دبلن، أيرلندا سجاد W15 قرعة المباريات الفردية والزوجية                                              | كارولا باتريسيا بيجينارو ليزا بونومار 6–0، 6–4           | كارولينا بيرانكوفا جورجيا درامي               | آنا بوتيل كارولينا بيرانكوفا                            | هلينا نارمونت ليزا بونومار إيدا يارلسكوغ صوفيا بيولاي                       |
| 29 يوليو | كانكون، المكسيك ملعب صلب W15 قرعة المباريات الفردية والزوجية                                        | تايسا غرنا بيدريتي 6–4، 2–0، انسحاب                      | آنا مورجينا                                   | ميوكا أيكاوا انجيلكا إسيفا                              | ليان تران ميشيرو فورويا إيلي كريستنسين ماريا خوسيه بورتيلو راميريز          |
| 29 يوليو | كانكون، المكسيك ملعب صلب W15 قرعة المباريات الفردية والزوجية                                        | تايسا غرنا بيدريتي ماريا خوسيه بورتيلو راميريز 6–4، 6–4  | هين أوجاتا أيكو يوشيتومي                      | ميوكا أيكاوا انجيلكا إسيفا                              | ليان تران ميشيرو فورويا إيلي كريستنسين ماريا خوسيه بورتيلو راميريز          |
| 29 يوليو | طبرقة، تونس ملعب ترابي W15 قرعة المباريات الفردية والزوجية                                          | آنا توراتي 6–0، 6–3                                      | داريا كوداشوفا                                | جيد سوفريجن إيفا فيدر                                   | كاتيارينا باولينكا أوانا جافريلا آنا لانتيجوا دي لا نويز ستيفاني فيشر       |
| 29 يوليو | طبرقة، تونس ملعب ترابي W15 قرعة المباريات الفردية والزوجية                                          | إيفا فيدر ستيفاني فيشر 6–2، 6–2                          | سوجانيا بافيسيتي سرافيا شيفاني تشيلاكالبودي   | جيد سوفريجن إيفا فيدر                                   | كاتيارينا باولينكا أوانا جافريلا آنا لانتيجوا دي لا نويز ستيفاني فيشر       |

### أغسطس
| الأسبوع  | البطولة                                                                                               | الفائزات                                                  | الوصيفات                                     | المتأهلات لنصف النهائي                    | المتأهلات لربع النهائي                                                          |
| -------- | --- | --------------------------------------------------------- | -------------------------------------------- | ----------------------------------------- | ------------------------------------------------------------------------------- |
| 5 أغسطس  | بطولة السيدات في هشينغن هشينغن، ألمانيا ملعب ترابي W60 المباريات: الفردية – الزوجية                   | باربارا هاس 6–2، 6–1                                      | أولغا دانيلوفيتش                             | مارينا ميلنيكوفا ليا بوشكوفيتش            | تمارا كورباتش لورا إيوانا بار لورا شيدر جورجينا غارسيا بيريز                    |
| 5 أغسطس  | بطولة السيدات في هشينغن هشينغن، ألمانيا ملعب ترابي W60 المباريات: الفردية – الزوجية                   | كريستينا دينو لينا جورتشيسكا 4–6، 7–5، [10–7]             | أولغا دانيلوفيتش جورجينا غارسيا بيريز        | مارينا ميلنيكوفا ليا بوشكوفيتش            | تمارا كورباتش لورا إيوانا بار لورا شيدر جورجينا غارسيا بيريز                    |
| 5 أغسطس  | بطولة WSG المفتوحة وارسو، بولندا ملعب ترابي W60 المباريات: الفردية – الزوجية                          | ماجا تشوالينسكا 6–3، 6–0                                  | أناستاسيا كوماردينا                          | يوان يوي فيكتوريا كان                     | أناستاسيا ديتيوك ديبورا كييزا تيساه أندريانجافيتريمو إيكاترين جورجودزي          |
| 5 أغسطس  | بطولة WSG المفتوحة وارسو، بولندا ملعب ترابي W60 المباريات: الفردية – الزوجية                          | ماجا تشوالينسكا ألريكك إيكري 6–4، 6–1                     | فيرونيكا فالكوفسكا مارتينا كوبكا             | يوان يوي فيكتوريا كان                     | أناستاسيا ديتيوك ديبورا كييزا تيساه أندريانجافيتريمو إيكاترين جورجودزي          |
| 5 أغسطس  | تحدي كوسر جولرز للتنس لانديثفيل، الولايات المتحدة ملعب صلب W60 المباريات: الفردية – الزوجية           | ماديسون برينجل 6–4، 7–5                                   | تشو لين                                      | فيكتوريا دوفال صوفيا ويتل                 | ليانغ إن شواه باولا أورمايتشيا كاتارينا زافاتسكا يانينا ويكماير                 |
| 5 أغسطس  | تحدي كوسر جولرز للتنس لانديثفيل، الولايات المتحدة ملعب صلب W60 المباريات: الفردية – الزوجية           | فانيا كينغ كلير ليو 4–6، 6–2، [10–5]                      | هايلي كارتر جيمي لوب                         | فيكتوريا دوفال صوفيا ويتل                 | ليانغ إن شواه باولا أورمايتشيا كاتارينا زافاتسكا يانينا ويكماير                 |
| 5 أغسطس  | كوكسيدا، بلجيكا ملعب ترابي W25 قرعة المباريات الفردية والزوجية                                        | ريتشل هوجينكامب 4–6، 6–1، 6–4                             | أوسيان دودان                                 | لارا سالدن ماغالي كيمبن                   | إليونورا مولينارو ماري تيمين لوسي وارجنييه ستيفاني فيشير                        |
| 5 أغسطس  | كوكسيدا، بلجيكا ملعب ترابي W25 قرعة المباريات الفردية والزوجية                                        | لارا سالدن كيمبرلي زيمرمان 6–1، 6–7(3–7)، [11–9]          | سوزان لامينز آنا بريبيلوفا                   | لارا سالدن ماغالي كيمبن                   | إليونورا مولينارو ماري تيمين لوسي وارجنييه ستيفاني فيشير                        |
| 5 أغسطس  | بطولة فريولي فينيتسيا جوليا الدولية كوردينونز، إيطاليا ملعب ترابي W25 قرعة المباريات الفردية والزوجية | أرانتشا روس 4–6، 6–4، 6–1                                 | نيكا راديشيتش                                | أنجيليكا موراتيلي كاميلا سكالا            | بيانكا توراتي مانكا بيسلاك جيسيكا بييري إيلونا جورجيانا غيورواي                 |
| 5 أغسطس  | بطولة فريولي فينيتسيا جوليا الدولية كوردينونز، إيطاليا ملعب ترابي W25 قرعة المباريات الفردية والزوجية | فيرونيكا إيريافيتش نيكا راديشيتش 6–3، 7–5                 | مارتينا كارغارو ليزا سابينو                  | أنجيليكا موراتيلي كاميلا سكالا            | بيانكا توراتي مانكا بيسلاك جيسيكا بييري إيلونا جورجيانا غيورواي                 |
| 5 أغسطس  | لاس بالماس دي غران كناريا، إسبانيا ملعب ترابي W25+H قرعة المباريات الفردية والزوجية                   | ميار شريف 6–1، 6–0                                        | ليوني كونغ                                   | إيناس إيبو أماندين هيس                    | سارة-ربيكا سيكوليك ديسبينا باباميتشايل جوليا بايولا روزا فيسينس ماس             |
| 5 أغسطس  | لاس بالماس دي غران كناريا، إسبانيا ملعب ترابي W25+H قرعة المباريات الفردية والزوجية                   | فيكتوريا رودريغيز آنا صوفيا سانشيز 6–3، 7–5               | مارينا باسولس ريبايرا فنغ شيو                | إيناس إيبو أماندين هيس                    | سارة-ربيكا سيكوليك ديسبينا باباميتشايل جوليا بايولا روزا فيسينس ماس             |
| 5 أغسطس  | تشيسوك، المملكة المتحدة ملعب صلب W25 قرعة المباريات الفردية والزوجية                                  | سامانثا موراي 6–4، 6–4                                    | ليسلي كيركوف                                 | غريتا أرن فالنتيني جراماتيكوبولو          | ميرتل جورج بيمرا أوزجن إيريس إكاني أنكيتا راينا                                 |
| 5 أغسطس  | تشيسوك، المملكة المتحدة ملعب صلب W25 قرعة المباريات الفردية والزوجية                                  | فالنتيني جراماتيكوبولو سارة بيث غري 6–7(6–8)، 6–3، [10–5] | فريا كريستي سامانثا موراي                    | غريتا أرن فالنتيني جراماتيكوبولو          | ميرتل جورج بيمرا أوزجن إيريس إكاني أنكيتا راينا                                 |
| 5 أغسطس  | سانتا كروز دي لا سييرا، بوليفيا ملعب ترابي W15 قرعة المباريات الفردية والزوجية                        | جازمين أورتيزي 6–3، 6–2                                   | فيكتوريا بوثيو                               | فرناندا بريتو جيسيكا بلازاس               | صوفيا لويني نويلية زيبالوس فيوريللا دوران مونتانيو آنا مورجينا                  |
| 5 أغسطس  | سانتا كروز دي لا سييرا، بوليفيا ملعب ترابي W15 قرعة المباريات الفردية والزوجية                        | جازمين أورتيزي نويلية زيبالوس 6–1، 4–6، [11–9]            | إليزافيتا كوكليينا آنا مورجينا               | فرناندا بريتو جيسيكا بلازاس               | صوفيا لويني نويلية زيبالوس فيوريللا دوران مونتانيو آنا مورجينا                  |
| 5 أغسطس  | أولوموتس، جمهورية التشيك ملعب ترابي W15 قرعة المباريات الفردية والزوجية                               | أنج أوبي كاجورو 6–3، 6–3                                  | مارتينا كوديلوفا                             | جانا بوجوفيتش جانا جابلونوفيسكا           | فيرونيكا فلكوفسكا ليني مالكفيست بيا لوفراتش تيميا ياروشكوفا                     |
| 5 أغسطس  | أولوموتس، جمهورية التشيك ملعب ترابي W15 قرعة المباريات الفردية والزوجية                               | كلارا هاييكوفا أنيتا لابوتكوفا 6–4، 2–6، [10–4]           | بيا لوفراتش هيماري ساتو                      | جانا بوجوفيتش جانا جابلونوفيسكا           | فيرونيكا فلكوفسكا ليني مالكفيست بيا لوفراتش تيميا ياروشكوفا                     |
| 5 أغسطس  | نيروبي، كينيا ملعب صلب W15 قرعة المباريات الفردية والزوجية                                            | ماهاك جاين 6–1، 6–4                                       | سادا ناهيمانا                                | ليكسي ستيفنز تمارا باراد ايتزاكي          | تيفاني ويليام صوفيا دميتريفا نفينا سوكوفيتش سيليستين أفومو إيلا                 |
| 5 أغسطس  | نيروبي، كينيا ملعب صلب W15 قرعة المباريات الفردية والزوجية                                            | بولينا جاسترزيبسكا تيفاني ويليام 5–7، 7–6(7–2)، [10–4]    | صوفيا دميتريفا عليا ميرديفا                  | ليكسي ستيفنز تمارا باراد ايتزاكي          | تيفاني ويليام صوفيا دميتريفا نفينا سوكوفيتش سيليستين أفومو إيلا                 |
| 5 أغسطس  | طبرقة، تونس ملعب ترابي W15 قرعة المباريات الفردية والزوجية                                            | أنجيلا فيتا بولودا 5–7، 6–4، 6–4                          | أوانا جافرلا                                 | إينيس نيكولت آنا توراتي                   | كاتيارينا بولينكا يوليا نيكيتينا أوليمب لانسيلوت إيمانويل جيرارد                |
| 5 أغسطس  | طبرقة، تونس ملعب ترابي W15 قرعة المباريات الفردية والزوجية                                            | أنجيلا فيتا بولودا أوانا جافرلا 6–3، 4–6، [10–5]          | إلينا ميلوفانوفيتش آنا توراتي                | إينيس نيكولت آنا توراتي                   | كاتيارينا بولينكا يوليا نيكيتينا أوليمب لانسيلوت إيمانويل جيرارد                |
| 12 أغسطس | فانكوفر أوبن فانكوفر، كندا ملعب صلب W100 قرعة الفردي – قرعة الزوجي                                    | هيذر واتسون 7–5، 6–4                                      | سارا سوريبس تورمو                            | ليلى آني فرنانديز تيميا بابوش             | ماديسون إنغليس ناو هيبينو إينا شيبهارا بريسيلا هون                              |
| 12 أغسطس | فانكوفر أوبن فانكوفر، كندا ملعب صلب W100 قرعة الفردي – قرعة الزوجي                                    | ناو هيبينو ميو كاتو 6–2، 6–2                              | نايومي برودي إيرين روتليف                    | ليلى آني فرنانديز تيميا بابوش             | ماديسون إنغليس ناو هيبينو إينا شيبهارا بريسيلا هون                              |
| 12 أغسطس | ثورو تنس أوبن كونكورد، الولايات المتحدة ملعب صلب W60 قرعة الفردي – قرعة الزوجي                        | كارولين دولهايد 6–3، 7–5                                  | آن لي                                        | أولجا جوفورتسوفا أوسوي مايتان أركونادا    | آلي كيك آنا بوغدان يانا كابلوفا ماجدالينا فريتش                                 |
| 12 أغسطس | ثورو تنس أوبن كونكورد، الولايات المتحدة ملعب صلب W60 قرعة الفردي – قرعة الزوجي                        | أنجيلا كوليكوف ريانا فالديز 7–6(7–2)، 4–6، [17–15]        | إليزابيث هالباور إنغريد نيل                  | أولجا جوفورتسوفا أوسوي مايتان أركونادا    | آلي كيك آنا بوغدان يانا كابلوفا ماجدالينا فريتش                                 |
| 12 أغسطس | جبل هوانغشان، الصين ملعب صلب W25 قرعة المباريات الفردية والزوجية                                      | لي يا-هسوان 6–3، 6–0                                      | زوزانا زلوخوفا                               | لو بولو ليو فانجزو                        | شون فانجينغ ليو تشانغ جانغ سو جونج تشيهيرو موراماتسو                            |
| 12 أغسطس | جبل هوانغشان، الصين ملعب صلب W25 قرعة المباريات الفردية والزوجية                                      | جانغ سو جونج كيم نا-ري 7–5، 6–1                           | أوديس تشونغ يي كيويو                         | لو بولو ليو فانجزو                        | شون فانجينغ ليو تشانغ جانغ سو جونج تشيهيرو موراماتسو                            |
| 12 أغسطس | غواياكيل، الإكوادور ملعب ترابي W25 قرعة المباريات الفردية والزوجية                                    | ماريا كاميلا أوسوريو سيرانو 7–5، 7–6(7–3)                 | كاترينا ستيوارت                              | مارسيلا زكرياس غابرييلا تالابا            | ريناتا زارازوا فيكتوريا بوثيو باربارا غاتيكا ماري أوساكا                        |
| 12 أغسطس | غواياكيل، الإكوادور ملعب ترابي W25 قرعة المباريات الفردية والزوجية                                    | هسو تشيه يو مارسيلا زكرياس 6–4، 6–2                       | إميليانا أرانجو كاترينا ستيوارت              | مارسيلا زكرياس غابرييلا تالابا            | ريناتا زارازوا فيكتوريا بوثيو باربارا غاتيكا ماري أوساكا                        |
| 12 أغسطس | لايبزيغ، ألمانيا ملعب ترابي W25+H قرعة المباريات الفردية والزوجية                                     | جولي نيمير 6–3، 6–3                                       | كاتارينا كيرلاخ                              | أولغا دانيلوفيتش فالينتينا إيفاخنينكو     | جوليا غرابر باربورا ميكلوفا كارولين فيرنر تيساه أندريانجافيتريمو                |
| 12 أغسطس | لايبزيغ، ألمانيا ملعب ترابي W25+H قرعة المباريات الفردية والزوجية                                     | بترا كرجسوفا جيسيكا ماليتشكوفا 4–6، 6–3، [10–6]           | آنا دانيلينا فيفيان هيزن                     | أولغا دانيلوفيتش فالينتينا إيفاخنينكو     | جوليا غرابر باربورا ميكلوفا كارولين فيرنر تيساه أندريانجافيتريمو                |
| 12 أغسطس | لاس بالماس، إسبانيا ملعب ترابي W25+H قرعة المباريات الفردية والزوجية                                  | نوريا باريزاس دياز 7–5، 3–6، 7–6(7–1)                     | تشالا بويوكاكاتشاي                           | آنا صوفيا سانشيز كاميرا روساتييلو         | داريا ميشينا ديسبينا باباميتشايل مارينا باسولس رييرا ألكسندرا بوزوفيتش          |
| 12 أغسطس | لاس بالماس، إسبانيا ملعب ترابي W25+H قرعة المباريات الفردية والزوجية                                  | مارينا باسولس رييرا فنج شوو 6–3، 6–1                      | مانو أركانجيولي كيمبرلي زيمرمان              | آنا صوفيا سانشيز كاميرا روساتييلو         | داريا ميشينا ديسبينا باباميتشايل مارينا باسولس رييرا ألكسندرا بوزوفيتش          |
| 12 أغسطس | لاباز، بوليفيا ملعب ترابي W15 قرعة المباريات الفردية والزوجية                                         | جازمين أورتينزي 6–3، 6–3                                  | رومينا كونيو                                 | جيسيكا بلازاس نويليا زيبالوس              | صوفيا كريستينا تابورغا رولانو صوفيا لويني سوزان دولدان هايدي دولدان             |
| 12 أغسطس | لاباز، بوليفيا ملعب ترابي W15 قرعة المباريات الفردية والزوجية                                         | جازمين أورتينزي نويليا زيبالوس 6–2، 1–6، [10–4]           | رومينا كونيو أنطونيا ساموديو                 | جيسيكا بلازاس نويليا زيبالوس              | صوفيا كريستينا تابورغا رولانو صوفيا لويني سوزان دولدان هايدي دولدان             |
| 12 أغسطس | نيروبي، كينيا ملعب صلب W15 قرعة المباريات الفردية والزوجية                                            | مهاك جاين 6–1، 6–1                                        | سادا ناهيمانا                                | فيونا كودينو سرavy شيفاني شيلاكابودي      | سيليستن أومو إيلا بولينا جاسترزينسكا ليكسي ستيفنز تامارا باراد إيتزاكي          |
| 12 أغسطس | نيروبي، كينيا ملعب صلب W15 قرعة المباريات الفردية والزوجية                                            | مهاك جاين ساثويكا سما 6–4، 6–2                            | سرavy شيفاني شيلاكابودي سنهال مان            | فيونا كودينو سرavy شيفاني شيلاكابودي      | سيليستن أومو إيلا بولينا جاسترزينسكا ليكسي ستيفنز تامارا باراد إيتزاكي          |
| 12 أغسطس | كانكون، المكسيك ملعب صلب W15 قرعة المباريات الفردية والزوجية                                          | إنغريد غامارا مارتينز 6–1، 6–3                            | إيميلي لينده                                 | رامونا ماتاروجا زوي جوين سكانداليس        | آمبر واشنطن ميليسا موراليس إيري شيميزو آيكو يوشيتومي                            |
| 12 أغسطس | كانكون، المكسيك ملعب صلب W15 قرعة المباريات الفردية والزوجية                                          | هيني أوغاتا آيكو يوشيتومي 0–6، 6–2، [10–6]                | إيري شيميزو ميليس ياسار                      | رامونا ماتاروجا زوي جوين سكانداليس        | آمبر واشنطن ميليسا موراليس إيري شيميزو آيكو يوشيتومي                            |
| 12 أغسطس | أولدنزال، هولندا ملعب ترابي W15 قرعة المباريات الفردية والزوجية                                       | سيندي بورغر 2–6، 6–1، 6–1                                 | إيبك أوز                                     | إيفا فيدر جوليا كميلمان                   | فيديريكا أرتشيادكونو سوزان لامينز مانون ليونار داريا فيدمانوفا                  |
| 12 أغسطس | أولدنزال، هولندا ملعب ترابي W15 قرعة المباريات الفردية والزوجية                                       | إيفا فيدر ستيفاني فيشر 7–6(7–5)، 0–0، انسحب               | جوليا كميلمان آنا بريبيلوفا                  | إيفا فيدر جوليا كميلمان                   | فيديريكا أرتشيادكونو سوزان لامينز مانون ليونار داريا فيدمانوفا                  |
| 12 أغسطس | موسكو، روسيا ملعب ترابي W15 قرعة المباريات الفردية والزوجية                                           | أمينة أنشبا 6–4، 6–2                                      | فلادا كوفال                                  | يفغينيا ليفاشوفا أناستازيا زخاروفا        | إيلينا ماليجينا فاليريا يوششينكو نويل سيدينوفا تايسيا باتشكاليفا                |
| 12 أغسطس | موسكو، روسيا ملعب ترابي W15 قرعة المباريات الفردية والزوجية                                           | أمينة أنشبا ألكسندرا بوسبيلوفا 6–4، 6–3                   | فلادا كوفال يفغينيا ليفاشوفا                 | يفغينيا ليفاشوفا أناستازيا زخاروفا        | إيلينا ماليجينا فاليريا يوششينكو نويل سيدينوفا تايسيا باتشكاليفا                |
| 12 أغسطس | طبرقة، تونس ملعب ترابي W15 قرعة المباريات الفردية والزوجية                                            | أندريا بريساكارو 6–4، 6–4                                 | ساندرا سمير                                  | لميس الحسين عبد العزيز أوروورا زانتيديتشي | أوغوستينا شلباك نوهيليا بوزو زانوتي يكاترينا دميتريشينكو نادية ايشفيريا ألام    |
| 12 أغسطس | طبرقة، تونس ملعب ترابي W15 قرعة المباريات الفردية والزوجية                                            | كاتارينا كوزموفا إلينا ميلوفانوفيتش 3–6، 6–3، [10–7]      | بياتريس لومباردو ساندرا سمير                 | لميس الحسين عبد العزيز أوروورا زانتيديتشي | أوغوستينا شلباك نوهيليا بوزو زانوتي يكاترينا دميتريشينكو نادية ايشفيريا ألام    |
| 19 أغسطس | غوييانغ، الصين ملعب صلب W25 قرعة المباريات الفردية والزوجية                                           | ألكساندرينا نايدينوفا 4–6، 2–6                            | جانغ سو جونج                                 | شون فانغيينغ سون شوليُو                    | قوه شانشان كيم دا-بين جيانغ شينيو صن زيو                                        |
| 19 أغسطس | غوييانغ، الصين ملعب صلب W25 قرعة المباريات الفردية والزوجية                                           | جيانغ شينيو تانغ تشيانهوى 5–7، 5–7                        | يوديس تشونغ ألديلا سوتجيادي                  | شون فانغيينغ سون شوليُو                    | قوه شانشان كيم دا-بين جيانغ شينيو صن زيو                                        |
| 19 أغسطس | غواياكيل، الإكوادور ملعب ترابي W25 قرعة المباريات الفردية والزوجية                                    | ماريا كاميلا أوسوريو سيرانو 5–7، 3–6                      | كاترينا ستيوارت                              | هسو تشيه يو غابرييلا تلابا                | أندريا رينيه فياريال شارلوت رومر مارسيلا زكرياس ألكسندرا أوزبورن                |
| 19 أغسطس | غواياكيل، الإكوادور ملعب ترابي W25 قرعة المباريات الفردية والزوجية                                    | كاترينا ستيوارت غابرييلا تلابا 7–6(1–7)، 6–7(8–6)، [7–10] | يوليانا ليزارازو ماريا كاميلا أوسوريو سيرانو | هسو تشيه يو غابرييلا تلابا                | أندريا رينيه فياريال شارلوت رومر مارسيلا زكرياس ألكسندرا أوزبورن                |
| 19 أغسطس | براونشفايغ (مدينة)، ألمانيا ملعب ترابي W25 قرعة المباريات الفردية والزوجية                            | تشالا بويوكاكاتشاي 4–6، 2–6                               | كاتارينا كيرلاخ                              | مارينا زانيفسكا ريكا لوكا جاني            | نوريا باريزاس دياز آنا كلاسن جولي نيمير كريستيانا فيراندو                       |
| 19 أغسطس | براونشفايغ (مدينة)، ألمانيا ملعب ترابي W25 قرعة المباريات الفردية والزوجية                            | بولينا ليكينا مارين بارتو 4–6، 6–1، [5–10]                | أكجول أمانمورادوف ألبينا خابيبولينا          | مارينا زانيفسكا ريكا لوكا جاني            | نوريا باريزاس دياز آنا كلاسن جولي نيمير كريستيانا فيراندو                       |
| 19 أغسطس | تسوكوبا، اليابان ملعب صلب W25 قرعة المباريات الفردية والزوجية                                         | أكيكو أومائي 0–6، 6–7(5–7)، 3–6                           | هاروكا كاجي                                  | موموكو كوبوري كارول تشاو                  | ماي هونتاما ناهو ساتو كيوكا أوكامورا ناغي هاناتاني                              |
| 19 أغسطس | تسوكوبا، اليابان ملعب صلب W25 قرعة المباريات الفردية والزوجية                                         | مانا أيوكاوا إريكا سما 7–6(2–7)، 1–6، [7–10]              | روبو كاجيتاني ميشيكا أوزيكي                  | موموكو كوبوري كارول تشاو                  | ماي هونتاما ناهو ساتو كيوكا أوكامورا ناغي هاناتاني                              |
| 19 أغسطس | وانفيرسيه-باوليه، بلجيكا ملعب ترابي W15 قرعة المباريات الفردية والزوجية                               | أندريا ميتو 4–6، 3–6                                      | Sinja Kraus                                  | أماندا كاريراس إميلي آربوثنوت             | كونستانس سيبيل مانو أركانجيولي إلييسا فانلانغندونك لوسي وارجنييه                |
| 19 أغسطس | وانفيرسيه-باوليه، بلجيكا ملعب ترابي W15 قرعة المباريات الفردية والزوجية                               | إميلي آربوثنوت تشيلسي فانهاوت 6–3، 5–7، [8–10]            | جيمري أنيل مارينا يودانوف                    | أماندا كاريراس إميلي آربوثنوت             | كونستانس سيبيل مانو أركانجيولي إلييسا فانلانغندونك لوسي وارجنييه                |
| 19 أغسطس | كانكون، المكسيك ملعب صلب W15 قرعة المباريات الفردية والزوجية                                          | فيرناندا كونتريراس 6–3، 6–3                               | ألكساندرا بيتاك                              | إيري شيميزو هايني أوغاتا                  | أيكو يوشيتومي ستايسي فونغ رامونا ماتاروغا كاترينا كوزاروف                       |
| 19 أغسطس | كانكون، المكسيك ملعب صلب W15 قرعة المباريات الفردية والزوجية                                          | هايني أوغاتا أيكو يوشيتومي 6–4، 6–4                       | فيرناندا كونتريراس آنا باولا دي لا بينا      | إيري شيميزو هايني أوغاتا                  | أيكو يوشيتومي ستايسي فونغ رامونا ماتاروغا كاترينا كوزاروف                       |
| 19 أغسطس | لامباريه، باراغواي، باراغواي ملعب ترابي W15 قرعة المباريات الفردية والزوجية                           | آنا مورجينا 3–6، 6–2، 6–2                                 | فرناندا بريتو                                | نويليا زيبالوس مونتسيرات غونزاليس         | صوفيا لويني إيفانيا مارتينيتش تريشيا مار سيباستياني ليون                        |
| 19 أغسطس | لامباريه، باراغواي، باراغواي ملعب ترابي W15 قرعة المباريات الفردية والزوجية                           | مونتسيرات غونزاليس نويليا زيبالوس 6–0، 6–4                | فرناندا بريتو صوفيا لويني                    | نويليا زيبالوس مونتسيرات غونزاليس         | صوفيا لويني إيفانيا مارتينيتش تريشيا مار سيباستياني ليون                        |
| 19 أغسطس | موسكو، روسيا ملعب ترابي W15 قرعة المباريات الفردية والزوجية                                           | أمينا أنشبا 6–4، 6–3                                      | إلينا أڤانيزيان                              | فلادا كوفال أناستاسيا زاخاروفا            | يفجينيا ليفاشوفا فاليريا يوششينكو ماريا شوشارينا تايسيا باشكاليفا               |
| 19 أغسطس | موسكو، روسيا ملعب ترابي W15 قرعة المباريات الفردية والزوجية                                           | إلينا أڤانيزيان تايسيا باشكاليفا 6–2، 7–5                 | يكاترينا ماكاروفا سفيتلانا بيرازينكا         | فلادا كوفال أناستاسيا زاخاروفا            | يفجينيا ليفاشوفا فاليريا يوششينكو ماريا شوشارينا تايسيا باشكاليفا               |
| 19 أغسطس | طبرقة، تونس ملعب ترابي W15 قرعة المباريات الفردية والزوجية                                            | أندريا بريسكارويو 2–6، 6–2، 6–1                           | أورورا زانتديشي                              | فرانسيسكا خورخي جوانا إيدوكونيت           | إلينا ميلوفانوفيتش ييكاترينا دميتريشينكو مارتينا بياجينتي ماريا فيتوريا فيفياني |
| 19 أغسطس | طبرقة، تونس ملعب ترابي W15 قرعة المباريات الفردية والزوجية                                            | نويليا بوزو زانوتي جوليا كريسزينزي 7–6(7–5)، 6–3          | ييكاترينا دميتريشينكو نينا روديوكوفا         | فرانسيسكا خورخي جوانا إيدوكونيت           | إلينا ميلوفانوفيتش ييكاترينا دميتريشينكو مارتينا بياجينتي ماريا فيتوريا فيفياني |
| 26 أغسطس | جينان انترناشيونال اوبن جينان، الصين ملعب صلب W60 قرعة الفردي – قرعة الزوجي                           | يو إكسياودي 3–6، 6–7(5–7)                                 | كايلا مكفي                                   | جوفانا ياكشيتش تشيهيرو موراماتسو          | ألكساندرينا نايدينوفا زينغ وشوانغ وو ميشو ألديا ساتجيادي                        |
| 26 أغسطس | جينان انترناشيونال اوبن جينان، الصين ملعب صلب W60 قرعة الفردي – قرعة الزوجي                           | يوان يوي زينغ وشوانغ 1–6، 4–6، [7–10]                     | سامانثا موراي إيدن سيلفا                     | جوفانا ياكشيتش تشيهيرو موراماتسو          | ألكساندرينا نايدينوفا زينغ وشوانغ وو ميشو ألديا ساتجيادي                        |
| 26 أغسطس | فيينا، النمسا ملعب ترابي W25 قرعة المباريات الفردية والزوجية                                          | تينا لوكاس 7–5، 4–6، 3–6                                  | ميريام بولغارو                               | إيرين بوريلو إسكوريهيلا لاورا إيوانا بار  | نيكوليتا داسكال ب ريكا لوكا جاني فيكتوريا كان غيومار مارستاني                   |
| 26 أغسطس | فيينا، النمسا ملعب ترابي W25 قرعة المباريات الفردية والزوجية                                          | فيفيان هايسن كاثارينا هوبغارسكي 4–7(4–7)، 4–6             | إيرين بوريلو إسكوريهيلا أندريا لازارو غارسيا | إيرين بوريلو إسكوريهيلا لاورا إيوانا بار  | نيكوليتا داسكال ب ريكا لوكا جاني فيكتوريا كان غيومار مارستاني                   |
| 26 أغسطس | براغ، جمهورية التشيك ملعب ترابي W25 قرعة المباريات الفردية والزوجية                                   | باربارا هاس 5–7، 6–4، 0–6                                 | جوليت ستور                                   | يوهانا ماركوفا آنا بوندار                 | كاتارزينا بيتر أناستازيا زاريتسكا فيرونيكا إرجافيتس أناستاسيا شوشينا            |
| 26 أغسطس | براغ، جمهورية التشيك ملعب ترابي W25 قرعة المباريات الفردية والزوجية                                   | سوزان لامنس مارينا ميلنيكوفا 2–6، 7–5، [8–10]             | كاتارزينا بيتر أناستاسيا شوشينا              | يوهانا ماركوفا آنا بوندار                 | كاتارزينا بيتر أناستازيا زاريتسكا فيرونيكا إرجافيتس أناستاسيا شوشينا            |
| 26 أغسطس | كريات شمونة، إسرائيل ملعب صلب W25 قرعة المباريات الفردية والزوجية                                     | داريا سنيغور 1–6، 4–6                                     | مايا لومسدن                                  | فيكتوريا مونتيان سارة-ريبيكا سيكوليك      | كورينا دينتوني لينا غلشكو مايا تاهان ناتاليا سيدليسكا                           |
| 26 أغسطس | كريات شمونة، إسرائيل ملعب صلب W25 قرعة المباريات الفردية والزوجية                                     | شافيت كيمشي مايا تاهان 6–4، 4–6، [10–12]                  | فيكتوريا مونتيان ناتاليا سيدليسكا            | فيكتوريا مونتيان سارة-ريبيكا سيكوليك      | كورينا دينتوني لينا غلشكو مايا تاهان ناتاليا سيدليسكا                           |
| 26 أغسطس | بانياتيكا، إيطاليا ملعب ترابي W25+H قرعة المباريات الفردية والزوجية                                   | تمارا كورباتش 1–6، 2–6                                    | مارتينا كاريغارو                             | إليزابيتا كوكسياريتو مارتينا تريفيسان     | أماندين هيس كارولينا ألفيس كوني بيرين إليتسا كوستوفا                            |
| 26 أغسطس | بانياتيكا، إيطاليا ملعب ترابي W25+H قرعة المباريات الفردية والزوجية                                   | كارولينا ألفيس غابرييلا سي 2–6، 6–1، [5–10]               | مارتينا كاريغارو فيديريكا دي ساررا           | إليزابيتا كوكسياريتو مارتينا تريفيسان     | أماندين هيس كارولينا ألفيس كوني بيرين إليتسا كوستوفا                            |
| 26 أغسطس | Nanao، اليابان أرضية عشبية W25 قرعة المباريات الفردية والزوجية                                        | جونري ناميجاتا 6–7(5–7)، 6–4، 2–6                         | أيانو شيميزو                                 | لي يا-هسوان ميابي إينوي                   | هيمينو ساكاتسومي توري كينارد مانا آيوكاوا إيرينا هاياشي                         |
| 26 أغسطس | Nanao، اليابان أرضية عشبية W25 قرعة المباريات الفردية والزوجية                                        | كاناكو موريساكي مينوري يونيهارا 1–6، 3–6                  | إيرينا هاياشي ميهارو إيمايشي                 | لي يا-هسوان ميابي إينوي                   | هيمينو ساكاتسومي توري كينارد مانا آيوكاوا إيرينا هاياشي                         |
| 26 أغسطس | ألماتي، كازاخستان ملعب صلب W25 قرعة المباريات الفردية والزوجية                                        | أكجول أمانمورادوف 4–6، 2–6                                | فاليريا يوششينكو                             | آنا كوباريفا داريا كراسنوفا               | أنجيليكا إيسايفا زينب سونميز نيجينا أبدوريموفا إيكاترينا نيكيفوروفا             |
| 26 أغسطس | ألماتي، كازاخستان ملعب صلب W25 قرعة المباريات الفردية والزوجية                                        | كسينيا ألكان صوفيا شاباتافا 4–6، 6–7(3–7)                 | تمارا تشروفيتش ألينا سيليتش                  | آنا كوباريفا داريا كراسنوفا               | أنجيليكا إيسايفا زينب سونميز نيجينا أبدوريموفا إيكاترينا نيكيفوروفا             |
| 26 أغسطس | بينزا، روسيا ملعب صلب W25+H قرعة المباريات الفردية والزوجية                                           | فيتاليا دياتشينكو 6–4، 6–1                                | كاميلا راخيموفا                              | أناستاسيا جاسانوفا أمينة أنشبا            | بيرفو جنكيز ماريا تكاشيفا صوفيا لانسر بولينا مونوفا                             |
| 26 أغسطس | بينزا، روسيا ملعب صلب W25+H قرعة المباريات الفردية والزوجية                                           | فلادا كوفال كاميلا راخيموفا 6–0، 6–3                      | أناستاسيا جاسانوفا جينا بوزنيخيرينكو         | أناستاسيا جاسانوفا أمينة أنشبا            | بيرفو جنكيز ماريا تكاشيفا صوفيا لانسر بولينا مونوفا                             |
| 26 أغسطس | فيربير، سويسرا ملعب ترابي W25 قرعة المباريات الفردية والزوجية                                         | أندي دي فرومي 3–6، 6–3، 7–6(7–2)                          | ديانا مارسنكفيتشا                            | كاثينكا فون ديكمان لوسيا برونزيتي         | أليس توبيلو فالنتينا رايزر تيس سوجنو سيمونا والترت                              |
| 26 أغسطس | فيربير، سويسرا ملعب ترابي W25 قرعة المباريات الفردية والزوجية                                         | زينيا كنول سيمونا والترت 6–4، 6–3                         | ايبك سويلو كاثينكا فون ديكمان                | كاثينكا فون ديكمان لوسيا برونزيتي         | أليس توبيلو فالنتينا رايزر تيس سوجنو سيمونا والترت                              |
| 26 أغسطس | بطومي ليديز أوبن باطوم، جورجيا ملعب صلب W15 قرعة المباريات الفردية والزوجية                           | داريا كوداشوفا 6–4، 6–2                                   | فيرونيكا فالكوسكا                            | فاليريا أوليانوفسكايا إليسا فانلانجندونك  | إيفيتا دابكوتė ألكسندرا بوسبيلوفا نادييا كولب أناستاسيا زولوتاريفا              |
| 26 أغسطس | بطومي ليديز أوبن باطوم، جورجيا ملعب صلب W15 قرعة المباريات الفردية والزوجية                           | جاكلين كاباج أواد ميليس سيزر 7–6(7–3)، 6–3                | فيرونيكا فالكوسكا بولينا جاسزينبسكا          | فاليريا أوليانوفسكايا إليسا فانلانجندونك  | إيفيتا دابكوتė ألكسندرا بوسبيلوفا نادييا كولب أناستاسيا زولوتاريفا              |
| 26 أغسطس | كانكون، المكسيك ملعب صلب W15 قرعة المباريات الفردية والزوجية                                          | إيميلي ليند 6–2، 6–1                                      | ستايسي فانج                                  | إنجريد جامارا مارتينس ألكسندرا بيتاك      | أليسا توبينا آيكو يوشيتومي راشري ويجياسونديرا أناستاسيا سيسويفا                 |
| 26 أغسطس | كانكون، المكسيك ملعب صلب W15 قرعة المباريات الفردية والزوجية                                          | هين أوجاتا آيكو يوشيتومي 2–6، 7–6(7–5)، [10–7]            | ستايسي فانج أليسا توبينا                     | إنجريد جامارا مارتينس ألكسندرا بيتاك      | أليسا توبينا آيكو يوشيتومي راشري ويجياسونديرا أناستاسيا سيسويفا                 |
| 26 أغسطس | هارين (خرونينجن)، هولندا ملعب ترابي W15 قرعة المباريات الفردية والزوجية                               | سلمى ديوبري 6–1، 6–0                                      | سينا هيرمان                                  | إميلي أربوتنوت إيفا فيدر                  | أناستاسيا كوليكوفا آنا بريبيلوفا كاثارينا هيرنج ستيفاني فيسشر                   |
| 26 أغسطس | هارين (خرونينجن)، هولندا ملعب ترابي W15 قرعة المباريات الفردية والزوجية                               | إميلي أربوتنوت آلي كولينز 3–6، 6–0، [10–4]                | جيمري أنل آنا بريبيلوفا                      | إميلي أربوتنوت إيفا فيدر                  | أناستاسيا كوليكوفا آنا بريبيلوفا كاثارينا هيرنج ستيفاني فيسشر                   |
| 26 أغسطس | فرنياتشكا بانيا، صربيا ملعب ترابي W15 قرعة المباريات الفردية والزوجية                                 | سيلفيا نجيريتش 6–0، 6–3                                   | أوانا غافريلا                                | إينا كاييفيتش إلينا ميلوفانوفيتش          | أونا أوربانا سزابينا سزلافيكوفيكس دراغينيا فوكوفيتش ميهايلا جاكوفيتش            |
| 26 أغسطس | فرنياتشكا بانيا، صربيا ملعب ترابي W15 قرعة المباريات الفردية والزوجية                                 | ماريانا درازيتش جوستينا ميكولسكيت 6–2، 7–6(7–5)           | كريستينا هرابالوفا لورا سفاتيكوفا            | إينا كاييفيتش إلينا ميلوفانوفيتش          | أونا أوربانا سزابينا سزلافيكوفيكس دراغينيا فوكوفيتش ميهايلا جاكوفيتش            |
| 26 أغسطس | يونغوول، كوريا الجنوبية ملعب صلب W15 قرعة المباريات الفردية والزوجية                                  | كو يون وو 3–6، 6–3، 6–2                                   | واتشاغول ساواتدي                             | كيم دا هاي رينا سايغو                     | أمبر مارشال لي سو را ماجي نغ سيم سول هي                                         |
| 26 أغسطس | يونغوول، كوريا الجنوبية ملعب صلب W15 قرعة المباريات الفردية والزوجية                                  | جونج سو نام كيم نا ري 6–4، 6–3                            | رينا سايغو يوكانا سايغو                      | كيم دا هاي رينا سايغو                     | أمبر مارشال لي سو را ماجي نغ سيم سول هي                                         |
| 26 أغسطس | طبرقة، تونس ملعب ترابي W15 قرعة المباريات الفردية والزوجية                                            | سيوني مينديز 6–7(7–9)، 6–1، 6–3                           | كارين كينيل                                  | كونستانس سيبيل أديتيا كاروناراتني         | أغوستينا شلباك أليسيا سميث تشيلسي فانهوته آنا أوكولوفا                          |
| 26 أغسطس | طبرقة، تونس ملعب ترابي W15 قرعة المباريات الفردية والزوجية                                            | ميريل هودت سيوني مينديز 6–3، 7–5                          | أليسيا سميث تشيلسي فانهوته                   | كونستانس سيبيل أديتيا كاروناراتني         | أغوستينا شلباك أليسيا سميث تشيلسي فانهوته آنا أوكولوفا                          |

### سبتمبر
| الأسبوع   | البطولة                                                                                                  | الفائزات                                                       | الوصيفات                                       | المتأهلات لنصف النهائي                       | المتأهلات لربع النهائي                                                         |
| --------- | --- | -------------------------------------------------------------- | ---------------------------------------------- | -------------------------------------------- | ------------------------------------------------------------------------------ |
| 2 سبتمبر  | تشانغشا المفتوح تشانغشا، الصين ملعب ترابي W60 Singles Draw – Doubles Draw                                | نينا ستويانوفيتش 6–1، 6–1                                      | ألكساندرينا نايدينوفا                          | يوان يوي قوه هانيو                           | قوو شينيو ناتاليا كوستيتش لو جياجينغ زوزانا زلوخوفا                            |
| 2 سبتمبر  | تشانغشا المفتوح تشانغشا، الصين ملعب ترابي W60 Singles Draw – Doubles Draw                                | جيانغ شينيو تانغ تشين هوي 6–3، 3–6، [9–11]                     | روتوجا بسالي إريكا سما                         | يوان يوي قوه هانيو                           | قوو شينيو ناتاليا كوستيتش لو جياجينغ زوزانا زلوخوفا                            |
| 2 سبتمبر  | زغرب سيدات المفتوح زغرب، كرواتيا ملعب ترابي W60+H Singles Draw – Doubles Draw                            | مارينا تشيرنيشوفا 6–1، 6–4                                     | ريكا لوكا جاني                                 | تشالا بويوكاكاتشاي آنا بوندار                | إليتسا كوستوفا فالينتينا إيفاخنينكو فيكتوريا كان ديسبينا باباميتشايل           |
| 2 سبتمبر  | زغرب سيدات المفتوح زغرب، كرواتيا ملعب ترابي W60+H Singles Draw – Doubles Draw                            | آنا بوندار باولا أورمايتشيا 7–5، 7–5                           | أماندين هيس دانييلا سيغيل                      | تشالا بويوكاكاتشاي آنا بوندار                | إليتسا كوستوفا فالينتينا إيفاخنينكو فيكتوريا كان ديسبينا باباميتشايل           |
| 2 سبتمبر  | مونترو سيدات المفتوح مونترو، سويسرا ملعب ترابي W60 Singles Draw – Doubles Draw                           | أولغا دانيلوفيتش 6–2، 6–3                                      | جوليا جابير                                    | غابرييلا سي أليس رامي                        | كارولين فيرنر كوني بيرين سيمونا والترت ماري أوساكا                             |
| 2 سبتمبر  | مونترو سيدات المفتوح مونترو، سويسرا ملعب ترابي W60 Singles Draw – Doubles Draw                           | زينيا كنول ماندي مينلا 6–3، 6–4                                | يلينا إن ألبون كوني بيرين                      | غابرييلا سي أليس رامي                        | كارولين فيرنر كوني بيرين سيمونا والترت ماري أوساكا                             |
| 2 سبتمبر  | براغ، جمهورية التشيك ملعب ترابي W25 قرعة المباريات الفردية والزوجية                                      | جيسيكا ماليتشكوفا 6–1، 6–2                                     | سيندي بيرغر                                    | مارينا ميلنيكوفا آنا صوفيا سانشيز            | ميلاني ستوك جابرييلا هوراشكوفا جورجيا كراشون سوزان لامنس                       |
| 2 سبتمبر  | براغ، جمهورية التشيك ملعب ترابي W25 قرعة المباريات الفردية والزوجية                                      | أنستاسيا ديتيك جوهانا ماركوفا 6–1، 6–3                         | ايكاترينا كازيونوفا أناستاسيا كوماردينا        | مارينا ميلنيكوفا آنا صوفيا سانشيز            | ميلاني ستوك جابرييلا هوراشكوفا جورجيا كراشون سوزان لامنس                       |
| 2 سبتمبر  | ترييستي، إيطاليا ملعب ترابي W25 قرعة المباريات الفردية والزوجية                                          | إليزابيتا كوكسياريتو 6–3، 6–1                                  | سوزان بانديتشي                                 | مارتينا كاريجارو لوكريتسيا ستيفانيني         | جوليا تيرزيسكا دلما جالفي كاميلا سكالا فالنتيني جراماتيكوبولو                  |
| 2 سبتمبر  | ترييستي، إيطاليا ملعب ترابي W25 قرعة المباريات الفردية والزوجية                                          | كريستينا دينو أنجيليكا موراتيلي 4–6، 6–1، [10–8]               | دلما جالفي فالنتيني جراماتيكوبولو              | مارتينا كاريجارو لوكريتسيا ستيفانيني         | جوليا تيرزيسكا دلما جالفي كاميلا سكالا فالنتيني جراماتيكوبولو                  |
| 2 سبتمبر  | كيوتو، اليابان ملعب صلب (indoor) W25 قرعة المباريات الفردية والزوجية                                     | لي يا-هسوان 6–3، 6–4                                           | هاروكا كاجي                                    | توري كينارد أيومي موريتا                     | ميتشيكا أوزيكي نودنيدا لوانجنام أكيكو أومائي ريسا أوشيجيما                     |
| 2 سبتمبر  | كيوتو، اليابان ملعب صلب (indoor) W25 قرعة المباريات الفردية والزوجية                                     | لي يا-هسوان وو فانج-هسين 3–6، 6–4، [10–8]                      | كاناكو موريساكي مينوري يونيهارا                | توري كينارد أيومي موريتا                     | ميتشيكا أوزيكي نودنيدا لوانجنام أكيكو أومائي ريسا أوشيجيما                     |
| 2 سبتمبر  | مربلة، إسبانيا ملعب ترابي W25 قرعة المباريات الفردية والزوجية                                            | أرانتشا روس 6–2، 6–2                                           | مارينا باسولس ريبيرا                           | أولغا سايز لارّا ميار شريف                    | أوسيان دودان إيفا غيريرو ألفاريز سيوني مينديز إيرين بوريلو إسكوريهويلا         |
| 2 سبتمبر  | مربلة، إسبانيا ملعب ترابي W25 قرعة المباريات الفردية والزوجية                                            | إيرين بوريلو إسكوريهويلا أندريا لازارو غارسيا 5–7، 6–4، [10–4] | أرانتشا روس غابرييلا تايلور                    | أولغا سايز لارّا ميار شريف                    | أوسيان دودان إيفا غيريرو ألفاريز سيوني مينديز إيرين بوريلو إسكوريهويلا         |
| 2 سبتمبر  | ساجور، إسرائيل ملعب صلب W15 قرعة المباريات الفردية والزوجية                                              | شانيل سيموندز 7–5، 6–0                                         | لينا غلشكو                                     | أليسيا بارنيت شيلي بيريزنيك                  | جودي آنا بوراج فيكتوريا مونتين لو أدلر تمارا باراد اتزحاكي                     |
| 2 سبتمبر  | ساجور، إسرائيل ملعب صلب W15 قرعة المباريات الفردية والزوجية                                              | أليسيا بارنيت شانيل سيموندز 6–4، 6–4                           | أماندين كازو نويللي لونجي نسيمبا               | أليسيا بارنيت شيلي بيريزنيك                  | جودي آنا بوراج فيكتوريا مونتين لو أدلر تمارا باراد اتزحاكي                     |
| 2 سبتمبر  | كورتا دي أرجيش، رومانيا ملعب ترابي W15 قرعة المباريات الفردية والزوجية                                   | أوانا جيورجيتا سيميون 6–3، 6–2                                 | أنيتا كلاديفوفا                                | باولا أرياس مانخون جانا بوجوفيتش             | كارولا باتريسيا بيجينارو أوانا جافريلا بوجانا كلينكوف إميلي أربوثنوت           |
| 2 سبتمبر  | كورتا دي أرجيش، رومانيا ملعب ترابي W15 قرعة المباريات الفردية والزوجية                                   | أوانا سماراندا كورنيناو أوانا جافريلا 7–6(8–6)، 4–6، [10–8]    | أوانا جيورجيتا سيميون أرينا غابرييلا فاسيليسكو | باولا أرياس مانخون جانا بوجوفيتش             | كارولا باتريسيا بيجينارو أوانا جافريلا بوجانا كلينكوف إميلي أربوثنوت           |
| 2 سبتمبر  | يونجوال، كوريا الجنوبية ملعب صلب W15 قرعة المباريات الفردية والزوجية                                     | تشوي جي هي 5–7، 6–3، 6–2                                       | باك دا يون                                     | آن يو جين شو يي شوين                         | بونين كوفابيتوكتيت هونج سيونغ يون لي أون جي كيم دا هاي                         |
| 2 سبتمبر  | يونجوال، كوريا الجنوبية ملعب صلب W15 قرعة المباريات الفردية والزوجية                                     | هونج سيونغ يون كيم نا ري 5–7، 7–6(7–5)، [11–9]                 | تاماشان مومكونثود واتساكول ساواتدي             | آن يو جين شو يي شوين                         | بونين كوفابيتوكتيت هونج سيونغ يون لي أون جي كيم دا هاي                         |
| 2 سبتمبر  | طبرقة، تونس ملعب ترابي W15 قرعة المباريات الفردية والزوجية                                               | كارين كينيل 6–2، 6–4                                           | كونستانس سيبيل                                 | أوليمبي لانسيلوت مارجو روفروي                | ليلي إليدا هاسيث صوفيا بيوليه سلمى ديوبري ميريل هودت                           |
| 2 سبتمبر  | طبرقة، تونس ملعب ترابي W15 قرعة المباريات الفردية والزوجية                                               | ناديا إتشيفيريا ألام آنا بوبسكو 4–6، 6–1، [12–10]              | جيورجيا بينتو جايا سكواركيولبي                 | أوليمبي لانسيلوت مارجو روفروي                | ليلي إليدا هاسيث صوفيا بيوليه سلمى ديوبري ميريل هودت                           |
| 2 سبتمبر  | بوتشا، أوكرانيا ملعب ترابي W15 قرعة المباريات الفردية والزوجية                                           | جوستينا ميكولسكيت 7–5، 6–2                                     | تايسيا باشكالييفا                              | آنا بارخومينكو فلادلينا بوكوفا               | آنا يوريكي مارغاريتا إغناتيفا كاتيرينا دياتلوفا كونستانز ستيفان                |
| 2 سبتمبر  | بوتشا، أوكرانيا ملعب ترابي W15 قرعة المباريات الفردية والزوجية                                           | فيكتورييا كاناباتسكايا تايسيا باشكالييفا 4–6، 6–2، [10–2]      | فلادلينا بوكوفا ماريا هلاهولا                  | آنا بارخومينكو فلادلينا بوكوفا               | آنا يوريكي مارغاريتا إغناتيفا كاتيرينا دياتلوفا كونستانز ستيفان                |
| 9 سبتمبر  | Meitar Open ميتار، إسرائيل ملعب صلب W60 قرعة الفردي - قرعة الزوجي                                        | كلارا تاوسون 4–6، 6–3، 6–1                                     | كاثارينا هوبغارسكي                             | كاميلا راخيموفا إليتسا كوستوفا               | فيتاليا دياتشينكو إيزابيلا شنيكوفا كويرين ليموين رالوكا شيربان                 |
| 9 سبتمبر  | Meitar Open ميتار، إسرائيل ملعب صلب W60 قرعة الفردي - قرعة الزوجي                                        | صوفيا لانسيري كاميلا راخيموفا 4–6، 6–4، [10–3]                 | أناستاسيا جاسانوفا فاليريا ستراخوفا            | كاميلا راخيموفا إليتسا كوستوفا               | فيتاليا دياتشينكو إيزابيلا شنيكوفا كويرين ليموين رالوكا شيربان                 |
| 9 سبتمبر  | سانت بولتن، النمسا ملعب ترابي W25 قرعة المباريات الفردية والزوجية                                        | باولا أورمايتشيا 2–6، 6–3، 6–3                                 | ريكا لوكا جاني                                 | تيساه أندريانجافيتريمو جوليا غاربهر          | ريبيكا سرامكوفا آنا بوندار نينا بوتوشنيك كارولين فيرنر                         |
| 9 سبتمبر  | سانت بولتن، النمسا ملعب ترابي W25 قرعة المباريات الفردية والزوجية                                        | إيرينا فيتيكو بانا أودفاردي 7–6(5–7)، 0–6، [9–11]              | آنا بوندار ريكا لوكا جاني                      | تيساه أندريانجافيتريمو جوليا غاربهر          | ريبيكا سرامكوفا آنا بوندار نينا بوتوشنيك كارولين فيرنر                         |
| 9 سبتمبر  | فريدك-ميستك، جمهورية التشيك ملعب ترابي W25 قرعة المباريات الفردية والزوجية                               | إيكاترين جورجودزي 6–1، 7–6(8–6)                                | كاتارينا كيرلاخ                                | ديسبينا باباميتشايل مارتينا كولميجنا         | فلادا كوفال جيسيكا ماليتشكوفا آنا سيسكوفا بيمرا أوزجن                          |
| 9 سبتمبر  | فريدك-ميستك، جمهورية التشيك ملعب ترابي W25 قرعة المباريات الفردية والزوجية                               | ليا بوشكوفيتش ديسبينا باباميتشايل 6–3، 6–2                     | وانا جورجيتا سيميون جوليا واشاتسيك             | ديسبينا باباميتشايل مارتينا كولميجنا         | فلادا كوفال جيسيكا ماليتشكوفا آنا سيسكوفا بيمرا أوزجن                          |
| 9 سبتمبر  | بولا، إيطاليا ملعب ترابي W25 قرعة المباريات الفردية والزوجية                                             | أرانتشا روس 6–3، 6–7(7–5)، 6–4                                 | إليزابيتا كوكسياريتو                           | أناستاسيا كوماردينا فالينتينا إيفاخنينكو     | بولينا ليكينا مارغو ييروليموس جيسيكا بيري كاميلا سكالا                         |
| 9 سبتمبر  | بولا، إيطاليا ملعب ترابي W25 قرعة المباريات الفردية والزوجية                                             | فيرناندا كونتريراس كيارا شول 6–4، 6–1                          | مونيكا كابيلتي ميلانيا دلالي                   | أناستاسيا كوماردينا فالينتينا إيفاخنينكو     | بولينا ليكينا مارغو ييروليموس جيسيكا بيري كاميلا سكالا                         |
| 9 سبتمبر  | ردينغ، الولايات المتحدة ملعب صلب W25 قرعة المباريات الفردية والزوجية                                     | غابرييلا تالابا 6–1، 6–1                                       | أليسيا باركس                                   | كاثرين سابوف جادا هارت                       | إيلي دوغلاس إيليسيا بولتون إيمينا بيكتاس باميلا مونتيز                         |
| 9 سبتمبر  | ردينغ، الولايات المتحدة ملعب صلب W25 قرعة المباريات الفردية والزوجية                                     | إيمينا بيكتاس تارا مور 6–3، 6–1                                | كاثرين هاريسون بيدج هوريغان                    | كاثرين سابوف جادا هارت                       | إيلي دوغلاس إيليسيا بولتون إيمينا بيكتاس باميلا مونتيز                         |
| 9 سبتمبر  | بوينس آيرس، الأرجنتين ملعب ترابي W15 قرعة المباريات الفردية والزوجية                                     | غييرمينا نايا 6–2، 6–2                                         | إدواردا بياي                                   | سولانا سييرا خازمين أورتيزي                  | كانديلا باغنون إيفانيا مارتينيك ماريا لوردس كارلي تايسا غرانا بيدريتي          |
| 9 سبتمبر  | بوينس آيرس، الأرجنتين ملعب ترابي W15 قرعة المباريات الفردية والزوجية                                     | ماريا بولينا بيريز جيسيكا بلازاس 7–6(10–8)، 6–4                | أوجينيا جانغا رافائيل لاكاس                    | سولانا سييرا خازمين أورتيزي                  | كانديلا باغنون إيفانيا مارتينيك ماريا لوردس كارلي تايسا غرانا بيدريتي          |
| 9 سبتمبر  | أنينغ، الصين ملعب ترابي W15 قرعة المباريات الفردية والزوجية                                              | زيبك كولامباييفا 6–3، 7–5                                      | أولكساندرا أولينيكوفا                          | تساو سيكي قو ميكي                            | ما يكسين يوان تشينيي أياكا أوكونو آمي تشو                                      |
| 9 سبتمبر  | أنينغ، الصين ملعب ترابي W15 قرعة المباريات الفردية والزوجية                                              | زيبك كولامباييفا ما يكسين 6–4، 6–3                             | ليو سيكي شينغ يوقي                             | تساو سيكي قو ميكي                            | ما يكسين يوان تشينيي أياكا أوكونو آمي تشو                                      |
| 9 سبتمبر  | القاهرة، مصر ملعب ترابي W15 قرعة المباريات الفردية والزوجية                                              | فاني أوستلوند 6–3، 6–4                                         | ساندرا سمير                                    | أناستاسيا بيانجيلي أناستاسيا زولوتاريفا      | مارغريتا لازاريفا لميس الحسين عبد العزيز باربارا ماتوشوفا فيديريكا براتي       |
| 9 سبتمبر  | القاهرة، مصر ملعب ترابي W15 قرعة المباريات الفردية والزوجية                                              | بويانا مارينكوفيتش فاني أوستلوند 6–3، 6–1                      | ياسمينة السيد داريا سولوفيفا                   | أناستاسيا بيانجيلي أناستاسيا زولوتاريفا      | مارغريتا لازاريفا لميس الحسين عبد العزيز باربارا ماتوشوفا فيديريكا براتي       |
| 9 سبتمبر  | ديجون، فرنسا ملعب ترابي W15 قرعة المباريات الفردية والزوجية                                              | جيد سوفرين 7–6(15–13)، 6–2                                     | مارينا يودانوف                                 | آنا أوكولوفا ماري تيمين                      | كارول مونيت ماتيلد أرموتانو كارين كينيل لارا شميدت                             |
| 9 سبتمبر  | ديجون، فرنسا ملعب ترابي W15 قرعة المباريات الفردية والزوجية                                              | أرينا غابرييلا فاسيليسكيو بولين ووارين انسحاب                  | فنسين ريمي ماري تيمين                          | آنا أوكولوفا ماري تيمين                      | كارول مونيت ماتيلد أرموتانو كارين كينيل لارا شميدت                             |
| 9 سبتمبر  | سيكشفهيرفار، المجر ملعب ترابي W15 قرعة المباريات الفردية والزوجية                                        | نفيسة بيربيروفيتش 4–6، 6–4، 7–5                                | سيلفيا نجيريتش                                 | لورا مالونياكوفا دوركا دراهوتا-زابو          | فاندا لوكاش تينا كفيتكوفيتش أنيتا كلاديفوفا أدريان ناغي                        |
| 9 سبتمبر  | سيكشفهيرفار، المجر ملعب ترابي W15 قرعة المباريات الفردية والزوجية                                        | نفيسة بيربيروفيتش مالين هيلغو 7–5، 6–1                         | كاتارينا كوزموفا لورا مالونياكوفا              | لورا مالونياكوفا دوركا دراهوتا-زابو          | فاندا لوكاش تينا كفيتكوفيتش أنيتا كلاديفوفا أدريان ناغي                        |
| 9 سبتمبر  | شيمكنت، كازاخستان ملعب ترابي W15 قرعة المباريات الفردية والزوجية                                         | اناستاسيا زاخاروفا 6–2، 6–2                                    | أنجلينا زورافليفا                              | تمارا تشروفيتش فيكتورييا كاناباتسكايا        | بولينا باخمتكينا ماريا شوشارينا مارغريتا إغناتيفا يفجينيا بيردينا              |
| 9 سبتمبر  | شيمكنت، كازاخستان ملعب ترابي W15 قرعة المباريات الفردية والزوجية                                         | فيرونيكا بيبيليييفا ماريا تكاتشيفا 6–4، 6–4                    | إلينا أفانيزيان فيكتورييا كاناباتسكايا         | تمارا تشروفيتش فيكتورييا كاناباتسكايا        | بولينا باخمتكينا ماريا شوشارينا مارغريتا إغناتيفا يفجينيا بيردينا              |
| 9 سبتمبر  | فوكشاني، رومانيا ملعب ترابي W15 قرعة المباريات الفردية والزوجية                                          | لورا شايدر 6–2، 6–2                                            | أندريا ميتو                                    | أندريا روشكا أيوانا غاسبار إيفان             | آنا بيانكا ميهايلا أندريا بريساكاريو أوانا غافريلا فيديريكا أرسيدياغونو        |
| 9 سبتمبر  | فوكشاني، رومانيا ملعب ترابي W15 قرعة المباريات الفردية والزوجية                                          | أوانا غافريلا أندريا روشكا 1–6، 6–2، [10–4]                    | أندريا ميتو غابرييلا نيكول تاتاروش             | أندريا روشكا أيوانا غاسبار إيفان             | آنا بيانكا ميهايلا أندريا بريساكاريو أوانا غافريلا فيديريكا أرسيدياغونو        |
| 9 سبتمبر  | سبتة، إسبانيا ملعب صلب W15 قرعة المباريات الفردية والزوجية                                               | ايكاترينا شاليموفا 6–4، 1–6، 6–1                               | داريا ميشينا                                   | جوليا لوفكفيست أرلندا روشتي                  | أنجيلا فيتا بولودا أولغا باريس أزكويتا فيكتوريا كاليتسييز مانو أركانجيولي      |
| 9 سبتمبر  | سبتة، إسبانيا ملعب صلب W15 قرعة المباريات الفردية والزوجية                                               | نويليا بوزو زانوتي أنخيليس مورينو بارانكيرو 6–3، 1–6، [10–8]   | داريا ميشينا ايكاترينا شاليموفا                | جوليا لوفكفيست أرلندا روشتي                  | أنجيلا فيتا بولودا أولغا باريس أزكويتا فيكتوريا كاليتسييز مانو أركانجيولي      |
| 9 سبتمبر  | طبرقة، تونس ملعب ترابي W15 قرعة المباريات الفردية والزوجية                                               | ليزا بيجاتو 6–0، 2–0، انسحاب                                   | آنا يوريكي                                     | كونستانس سيبيل إليني كوردولايمي              | ناتاليا سيدلييسكا أوليمبي لانكلو بوفانا كالفا شيراز بشري                       |
| 9 سبتمبر  | طبرقة، تونس ملعب ترابي W15 قرعة المباريات الفردية والزوجية                                               | ناتاليا سيدلييسكا آنا يوريكي 7–6(9–7)، 1–6، [10–8]             | ناديه إتشيفيريا ألام آنا بوبسكو                | كونستانس سيبيل إليني كوردولايمي              | ناتاليا سيدلييسكا أوليمبي لانكلو بوفانا كالفا شيراز بشري                       |
| 9 سبتمبر  | لورانس، الولايات المتحدة ملعب صلب (indoor) W15 قرعة المباريات الفردية والزوجية                           | فانيسا أونج 6–0، 7–5                                           | أناستاسيا نيفيدوفا                             | شارلوت تشافاتيبون فلاديكا بابيتش             | داشا إيفانوفا إليزابيث سكوتي كارمن روكسانا مانو أنيتا لابوتكوفا                |
| 9 سبتمبر  | لورانس، الولايات المتحدة ملعب صلب (indoor) W15 قرعة المباريات الفردية والزوجية                           | مالكيا نغونوي ماريا توران ريبيس 4–6، 6–2، [10–6]               | أيومي مياموتو بونياوي تامشايوات                | شارلوت تشافاتيبون فلاديكا بابيتش             | داشا إيفانوفا إليزابيث سكوتي كارمن روكسانا مانو أنيتا لابوتكوفا                |
| 16 سبتمبر | L'Open 35 de Saint-Malo سان مالو، فرنسا ملعب ترابي W60+H قرعة المباريات الفردية – قرعة المباريات الزوجية | فارفارا غراتشيفا 6–3، 6–2                                      | مارتا كوستيوك                                  | فيرونيكا سبيد رويج ناتاليا فيكليانتسيفا      | مارينا زانيفسكا إرينا براء جيسيكا بونشيه إيفا غيريرو ألفاريز                   |
| 16 سبتمبر | L'Open 35 de Saint-Malo سان مالو، فرنسا ملعب ترابي W60+H قرعة المباريات الفردية – قرعة المباريات الزوجية | إيكاترين جورجودزي مارينا زانيفسكا 6–7(8–10)، 7–5، [10–8]       | أليونا بولسوفا تيريزا مردجا                    | فيرونيكا سبيد رويج ناتاليا فيكليانتسيفا      | مارينا زانيفسكا إرينا براء جيسيكا بونشيه إيفا غيريرو ألفاريز                   |
| 16 سبتمبر | كيرنز (ولاية كوينزلاند)، أستراليا ملعب صلب W25 قرعة المباريات الفردية والزوجية                           | آسيا محمد 6–2، 6–2                                             | زوزانا زلوخوفا                                 | ماديسون إنجليس أوليفيا روجوفسكا              | هارونا أراكاوا يوي تشيكارايسي ميشيكا أوزيكي تيريزا ميهاليكوفا                  |
| 16 سبتمبر | كيرنز (ولاية كوينزلاند)، أستراليا ملعب صلب W25 قرعة المباريات الفردية والزوجية                           | إميلي فانينغ آبي مايرز 2–6، 7–6(7–2)، [10–7]                   | ماديسون إنجليس آسيا محمد                       | ماديسون إنجليس أوليفيا روجوفسكا              | هارونا أراكاوا يوي تشيكارايسي ميشيكا أوزيكي تيريزا ميهاليكوفا                  |
| 16 سبتمبر | بولا، إيطاليا ملعب ترابي W25 قرعة المباريات الفردية والزوجية                                             | مارتينا تريفيسان 6–4، 5–7، 7–5                                 | سيون مينديز                                    | أماندا كاريراس كاميلا سكالا                  | جيسيكا بييري فالينتينا إيفاخنينكو ستيفانيا روبيني كاثينكا فون ديكمان           |
| 16 سبتمبر | بولا، إيطاليا ملعب ترابي W25 قرعة المباريات الفردية والزوجية                                             | ألينا تشاريفا أندريا غاميز 7–6(7–1)، 6–3                       | إيفا فيدر ستيفاني فيشر                         | أماندا كاريراس كاميلا سكالا                  | جيسيكا بييري فالينتينا إيفاخنينكو ستيفانيا روبيني كاثينكا فون ديكمان           |
| 16 سبتمبر | Royal Cup NLB Montenegro بودغوريتسا، الجبل الأسود ملعب ترابي W25 قرعة المباريات الفردية والزوجية         | تينا لوكاس 6–4، 7–5                                            | مارينا ميلنيكوفا                               | باربارا هاس أمينة آنشبا                      | فاندا لوكاش جوليا غراهر رالوكا سربان فالنتيني جراماتيكوبولو                    |
| 16 سبتمبر | Royal Cup NLB Montenegro بودغوريتسا، الجبل الأسود ملعب ترابي W25 قرعة المباريات الفردية والزوجية         | أمينة آنشبا أنستازيا ديتشوك 2–6، 6–3، [10–7]                   | أنستازيا كوليكوفا يفجينيا ليفاشوفا             | باربارا هاس أمينة آنشبا                      | فاندا لوكاش جوليا غراهر رالوكا سربان فالنتيني جراماتيكوبولو                    |
| 16 سبتمبر | أراد، رومانيا ملعب ترابي W25 قرعة المباريات الفردية والزوجية                                             | أندريا ميتو 6–7(5–7)، 6–4، 6–4                                 | إيريني بورييو إسكوريهويلا                      | نيكوليتا داسكو ليا بوشكوفيتش                 | أندريا روسكا آنا صوفيا سانشيز أناستاسيا كوماردينا كوني بيرين                   |
| 16 سبتمبر | أراد، رومانيا ملعب ترابي W25 قرعة المباريات الفردية والزوجية                                             | باشاك إرايدن أندريا ميتو 6–0، 6–1                              | أوانا جافرلا أندريا روسكا                      | نيكوليتا داسكو ليا بوشكوفيتش                 | أندريا روسكا آنا صوفيا سانشيز أناستاسيا كوماردينا كوني بيرين                   |
| 16 سبتمبر | روهامبتون، المملكة المتحدة ملعب صلب W25 قرعة المباريات الفردية والزوجية                                  | نوريا باريزاس دياز 6–2، 5–7، 7–5                               | آنا لينا فريدسام                               | بيمرا أوزجن فيفيان هايسن                     | Maria Sanchez جوانا جارلاند أندي دي فرومي إيما رادوكانو                        |
| 16 سبتمبر | روهامبتون، المملكة المتحدة ملعب صلب W25 قرعة المباريات الفردية والزوجية                                  | فيفيان هايسن كاثارينا هوبجارسكي 7–5، 1–6، [10–7]               | فريا كريستي Maria Sanchez                      | بيمرا أوزجن فيفيان هايسن                     | Maria Sanchez جوانا جارلاند أندي دي فرومي إيما رادوكانو                        |
| 16 سبتمبر | بوينس آيرس، الأرجنتين ملعب ترابي W15 قرعة المباريات الفردية والزوجية                                     | ماريا لورديس كارل 6–4، 7–6(7–5)                                | جولييتا لارا إستابل                            | تايسا جرنا بيدريتي جيوليرمينا نايا           | ماريا بولينا بيريز أندريا أجوستينا فارولا دي بالما جازمين أورتيزي أليكسا بيت   |
| 16 سبتمبر | بوينس آيرس، الأرجنتين ملعب ترابي W15 قرعة المباريات الفردية والزوجية                                     | كانديلا بوجنون جيوليرمينا نايا 2–6، 6–1، [10–8]                | ماريا لورديس كارل جولييتا لارا إستابل          | تايسا جرنا بيدريتي جيوليرمينا نايا           | ماريا بولينا بيريز أندريا أجوستينا فارولا دي بالما جازمين أورتيزي أليكسا بيت   |
| 16 سبتمبر | أننينج، الصين ملعب ترابي W15 قرعة المباريات الفردية والزوجية                                             | تشنغ ووشوانغ 7–6(9–7)، 6–3                                     | قوه ميكي                                       | يانغ ييدي ما ييكسين                          | لو جياكسي وانغ ميلينغ أولكساندرا أولينيكوفا جيبيك كولامباييفا                  |
| 16 سبتمبر | أننينج، الصين ملعب ترابي W15 قرعة المباريات الفردية والزوجية                                             | قوه ميكي تشاو تشيانكيان 7–6(7–5)، 7–6(7–5)                     | أياكا أوكونو هولي فيرنر                        | يانغ ييدي ما ييكسين                          | لو جياكسي وانغ ميلينغ أولكساندرا أولينيكوفا جيبيك كولامباييفا                  |
| 16 سبتمبر | القاهرة، مصر ملعب ترابي W15 قرعة المباريات الفردية والزوجية                                              | ساندرا سمير 6–3، 6–4                                           | ناستجا كولار                                   | أنجيلا يوكوفيتش أنستاسيا بيانجيريلي          | باربورا ماتووشوفا ياسمين جيبافي فيديريكا براتي دومينيك كاريغات                 |
| 16 سبتمبر | القاهرة، مصر ملعب ترابي W15 قرعة المباريات الفردية والزوجية                                              | دومينيك كاريغات سيم وينسفين 6–1، 4–6، [10–4]                   | مينامي أكياما زوزيا كاردافا                    | أنجيلا يوكوفيتش أنستاسيا بيانجيريلي          | باربورا ماتووشوفا ياسمين جيبافي فيديريكا براتي دومينيك كاريغات                 |
| 16 سبتمبر | شيمكنت، كازاخستان ملعب ترابي W15 قرعة المباريات الفردية والزوجية                                         | إلينا أفانسيان 6–2، 7–5                                        | تمارا تشروفيتش                                 | أنستاسيا زاخاروفا داريا كروزهكوفا            | ييكاترينا ديميتريشينكو إيفجينيا بوردينا فيكتوريا كاناباتسكايا بولينا باخمتكينا |
| 16 سبتمبر | شيمكنت، كازاخستان ملعب ترابي W15 قرعة المباريات الفردية والزوجية                                         | إلينا أفانسيان فيكتوريا كاناباتسكايا 6–3، 6–0                  | ييكاترينا ديميتريشينكو أفيلينا سايفيتدينوفا    | أنستاسيا زاخاروفا داريا كروزهكوفا            | ييكاترينا ديميتريشينكو إيفجينيا بوردينا فيكتوريا كاناباتسكايا بولينا باخمتكينا |
| 16 سبتمبر | مليلية، إسبانيا ملعب ترابي W15 قرعة المباريات الفردية والزوجية                                           | أنجيلا فيتا بولودا 6–3، 6–4                                    | آلي كولينز                                     | داريا ميشينا إستريلا كابيزا كانديلا          | كارلوتا مارتينيز سيريز مارينا يودانوف جيما لايرون نافارو فيكي فان دي بير       |
| 16 سبتمبر | مليلية، إسبانيا ملعب ترابي W15 قرعة المباريات الفردية والزوجية                                           | داريا ميشينا آنا مورجينا 6–1، 6–7(2–7)، [10–6]                 | أنجيلا فيتا بولودا أولغا باريز أزكويتا         | داريا ميشينا إستريلا كابيزا كانديلا          | كارلوتا مارتينيز سيريز مارينا يودانوف جيما لايرون نافارو فيكي فان دي بير       |
| 16 سبتمبر | طبرقة، تونس ملعب ترابي W15 قرعة المباريات الفردية والزوجية                                               | مارتينا كولمينا 7–6(7–2)، 6–4                                  | تشيلسي فانهوته                                 | ناديا إتشيفيريا ألام شيراز بشري              | ماريا فرناندا هيرازو جورجيا بينتو كاثرينا هيرينج ديانا شيهودي                  |
| 16 سبتمبر | طبرقة، تونس ملعب ترابي W15 قرعة المباريات الفردية والزوجية                                               | ناتاليا سيدليسكا نوهيليا زيبالوس 7–5، 6–1                      | مارتينا كولمينا ماريا فرناندا هيرازو           | ناديا إتشيفيريا ألام شيراز بشري              | ماريا فرناندا هيرازو جورجيا بينتو كاثرينا هيرينج ديانا شيهودي                  |
| 16 سبتمبر | أنطاليا، تركيا ملعب صلب W15 قرعة المباريات الفردية والزوجية                                              | نيكا شيتكوفسكايا 6–0، 6–3                                      | مانو أركانجيولي                                | جوليا لوفكفيست ماريانا درازيتش               | جاكلين كاباج أواد فاني أوستلوند إليسا فانلانغيندونك ماريا تيموفييفا            |
| 16 سبتمبر | أنطاليا، تركيا ملعب صلب W15 قرعة المباريات الفردية والزوجية                                              | رينا سايغو يوكينا سايغو 6–2، 6–0                               | سفينيا أوشسنر جوان زوغر                        | جوليا لوفكفيست ماريانا درازيتش               | جاكلين كاباج أواد فاني أوستلوند إليسا فانلانغيندونك ماريا تيموفييفا            |
| 16 سبتمبر | Lubbock، الولايات المتحدة ملعب صلب W15 قرعة المباريات الفردية والزوجية                                   | جيسيكا ليفيانو 6–4، 1–6، 6–3                                   | ديلاينا هيويت                                  | لورين براكتر داشا إيفانوفا                   | مكارتني كيسلر سافانا برودوس تيفاني فيكايت شيوري فوكودا                         |
| 16 سبتمبر | Lubbock، الولايات المتحدة ملعب صلب W15 قرعة المباريات الفردية والزوجية                                   | ماريا خوسيه بورتيو راميريز صوفيا سوينغ 6–2، 6–4                | شيوري فوكودا أشلين كروجر                       | لورين براكتر داشا إيفانوفا                   | مكارتني كيسلر سافانا برودوس تيفاني فيكايت شيوري فوكودا                         |
| 23 سبتمبر | داروين تنس إنترناشونال داروين، أستراليا ملعب صلب W60 قرعة الفردي – قرعة الزوجي                           | ليزيت كابريرا 6–4، 4–6، 6–2                                    | آبي مايرز                                      | إيفانا بوبوفيتش آسيا محمد                    | زوي هايفز أوليفيا روجوفسكا ماديسون إنغليس زوزانا زلوخوفا                       |
| 23 سبتمبر | داروين تنس إنترناشونال داروين، أستراليا ملعب صلب W60 قرعة الفردي – قرعة الزوجي                           | ديستاني أيافا ليزيت كابريرا 6–4، 2–6، [10–3]                   | أليسون باي جيمي فورليس                         | إيفانا بوبوفيتش آسيا محمد                    | زوي هايفز أوليفيا روجوفسكا ماديسون إنغليس زوزانا زلوخوفا                       |
| 23 سبتمبر | البطولة النسائية المفتوحة في أوستي كالداس دا رينها، البرتغال ملعب صلب W60 قرعة الفردي – قرعة الزوجي      | إيزابيلا شنيكوفا 6–3، 2–0، انسحاب                              | ناتاليا كوستيتش                                | جيسيكا بونشي كريستينا بوكشا                  | كايا كانيبي فيكتوريا توموفا جورجينا غارسيا بيريز يلينا إن-أل بون               |
| 23 سبتمبر | البطولة النسائية المفتوحة في أوستي كالداس دا رينها، البرتغال ملعب صلب W60 قرعة الفردي – قرعة الزوجي      | جيسيكا بونشي إيزابيلا شنيكوفا 6–1، 6–3                         | آنا دانيلينا فيفيان هايسن                      | جيسيكا بونشي كريستينا بوكشا                  | كايا كانيبي فيكتوريا توموفا جورجينا غارسيا بيريز يلينا إن-أل بون               |
| 23 سبتمبر | بطولة فالنسيا بوكس بلنسية، إسبانيا ملعب ترابي W60+H قرعة الفردي – قرعة الزوجي                            | فارفارا غراتشيفا 3–6، 6–2، 6–0                                 | تمارا كورباتش                                  | إرينا براء مارتا كوستيوك                     | إيكاترين جورجودزي تشالا بويوكاكاتشاي ريبيكا سرامكوفا أرانتشا روس               |
| 23 سبتمبر | بطولة فالنسيا بوكس بلنسية، إسبانيا ملعب ترابي W60+H قرعة الفردي – قرعة الزوجي                            | إرينا براء ريبيكا ماساروفا 6–4، 7–6(7–2)                       | أندريا غاميز سيون مينديز                       | إرينا براء مارتا كوستيوك                     | إيكاترين جورجودزي تشالا بويوكاكاتشاي ريبيكا سرامكوفا أرانتشا روس               |
| 23 سبتمبر | بطولة ساحل الوسطى لتنس المحترفين تمبلتون، الولايات المتحدة ملعب صلب W60 قرعة الفردي – قرعة الزوجي        | شيلبي روجرز 4–6، 6–2، 6–3                                      | كوكو فانديواغ                                  | إيمينا بكتاس غريس مين                        | ماريا ماتشاس إليسيا بولتون جوفانا ياكتيش هانا تشانغ                            |
| 23 سبتمبر | بطولة ساحل الوسطى لتنس المحترفين تمبلتون، الولايات المتحدة ملعب صلب W60 قرعة الفردي – قرعة الزوجي        | فلاديكا بابيتش كيتلين ووريسكي 6–4، 6–2                         | غابرييلا تلابا مارسيلا زكرياس                  | إيمينا بكتاس غريس مين                        | ماريا ماتشاس إليسيا بولتون جوفانا ياكتيش هانا تشانغ                            |
| 23 سبتمبر | برنو، جمهورية التشيك ملعب ترابي W25 قرعة المباريات الفردية والزوجية                                      | إليونورا مولينارو 6–4، 6–3                                     | فيديريكا دي سارّا                               | كاتارينا كيرلاخ جولييت ستوير                 | غابرييلا هوراشكوفا يانا جابلونوفسكا يسيكا ماليتشكوفا ليزا ماتفيينكو            |
| 23 سبتمبر | برنو، جمهورية التشيك ملعب ترابي W25 قرعة المباريات الفردية والزوجية                                      | مارينا تشيرنيشوفا شانتال شكاملوفا 6–7(4–7)، 6–4، [10–4]        | آنا هيرتل فيفيين يوهاسوفا                      | كاتارينا كيرلاخ جولييت ستوير                 | غابرييلا هوراشكوفا يانا جابلونوفسكا يسيكا ماليتشكوفا ليزا ماتفيينكو            |
| 23 سبتمبر | كليرمون فيران، فرنسا ملعب صلب (indoor) W25 قرعة المباريات الفردية والزوجية                               | أورزولا رادفانسكا 6–7(2–7)، 6–3، 6–1                           | لارا سالدن                                     | أوسيان دودان أريان هارتونو                   | لو أدلر أناستاسيا بريبلوفا مانون ليونارد لودميلا بنشيخ                         |
| 23 سبتمبر | كليرمون فيران، فرنسا ملعب صلب (indoor) W25 قرعة المباريات الفردية والزوجية                               | ألريكك إيكري لارا سالدن 6–1، 6–4                               | لو برولو إيوانا لوريدانا روسكا                 | أوسيان دودان أريان هارتونو                   | لو أدلر أناستاسيا بريبلوفا مانون ليونارد لودميلا بنشيخ                         |
| 23 سبتمبر | كابوشفار، المجر ملعب ترابي W25 قرعة المباريات الفردية والزوجية                                           | ديانا رادانوفيتش 6–2، 6–3                                      | فيرونيكا إرجافيتش                              | ريكا لوكا جاني لينا جيورشكسا                 | آنا بوندير جورجيا كراتشون دلما جالفي إميليانا أرانجو                           |
| 23 سبتمبر | كابوشفار، المجر ملعب ترابي W25 قرعة المباريات الفردية والزوجية                                           | دلما جالفي أدريان ناغي 7–6(7–5)، 2–6، [10–3]                   | آنا بوندير ريكا لوكا جاني                      | ريكا لوكا جاني لينا جيورشكسا                 | آنا بوندير جورجيا كراتشون دلما جالفي إميليانا أرانجو                           |
| 23 سبتمبر | بولا، إيطاليا ملعب ترابي W25 قرعة المباريات الفردية والزوجية                                             | يوكي نايتو 3–6، 7–5، 6–2                                       | تيساه أندريانجافيتريمو                         | أماندا كاريراس لوسيا برونزيتي                | تاتيانا بييري أمينة عنشبا ستيفانيا روبيني أناستاسيا ديتسيك                     |
| 23 سبتمبر | بولا، إيطاليا ملعب ترابي W25 قرعة المباريات الفردية والزوجية                                             | إستيل كاسينو غيورغيا ماركيتي 6–4، 6–3                          | جانا بوزنيخيرينكو كيارا شول                    | أماندا كاريراس لوسيا برونزيتي                | تاتيانا بييري أمينة عنشبا ستيفانيا روبيني أناستاسيا ديتسيك                     |
| 23 سبتمبر | روهامبتون، المملكة المتحدة ملعب صلب W25 قرعة المباريات الفردية والزوجية                                  | آنا لينا فريدسام 6–3، 6–3                                      | أندي دي فرومي                                  | إيما رادوكانو يانا فيت                       | سامانثا موراي سوزان بانديتشي نوريا باريزاس دياز داريا سنيغور                   |
| 23 سبتمبر | روهامبتون، المملكة المتحدة ملعب صلب W25 قرعة المباريات الفردية والزوجية                                  | سامانثا موراي آنا سميث 6–4، 6–3                                | سارة ربكا سيكوليتش جوليا واخاتشيك              | إيما رادوكانو يانا فيت                       | سامانثا موراي سوزان بانديتشي نوريا باريزاس دياز داريا سنيغور                   |
| 23 سبتمبر | ساو باولو، البرازيل ملعب ترابي W15 قرعة المباريات الفردية والزوجية                                       | كارولينا ألفيش 7–5، 6–1                                        | تايسا جرانا بيدريتي                            | ناثالي كوراتا باربارا جاتيكا                 | أنطونيا ساموديو ميل ريسكو غونزاليس يوجينيا جانجا رومينا كونو                   |
| 23 سبتمبر | ساو باولو، البرازيل ملعب ترابي W15 قرعة المباريات الفردية والزوجية                                       | باربارا جاتيكا ريبيكا بيريرا 6–2، 6–4                          | يوجينيا جانجا تايسا جرانا بيدريتي              | ناثالي كوراتا باربارا جاتيكا                 | أنطونيا ساموديو ميل ريسكو غونزاليس يوجينيا جانجا رومينا كونو                   |
| 23 سبتمبر | آنينغ، الصين ملعب ترابي W15 قرعة المباريات الفردية والزوجية                                              | تشنغ ووشوانغ 7–6(7–3)، 6–3                                     | سون زوليو                                      | ما يكسين قوه ميكي                            | لو جياشي ساكورا هوندو جيبك كولامبايفا أولكساندرا أولينيكوفا                    |
| 23 سبتمبر | آنينغ، الصين ملعب ترابي W15 قرعة المباريات الفردية والزوجية                                              | شينغ يوكي تشنغ ووشوانغ 7–6(7–4)، 7–5                           | سون زوليو تشاو تشيان تشيان                     | ما يكسين قوه ميكي                            | لو جياشي ساكورا هوندو جيبك كولامبايفا أولكساندرا أولينيكوفا                    |
| 23 سبتمبر | القاهرة، مصر ملعب ترابي W15 قرعة المباريات الفردية والزوجية                                              | ناستجا كولار 6–3، 5–7، 7–6(7–4)                                | ساندرا سمير                                    | لميس الحسين عبد العزيز زوزيا كاردافا         | ساتويكا ساما آية السيد مارجريتا لازاريفا أنجيلا يوكوفيتش                       |
| 23 سبتمبر | القاهرة، مصر ملعب ترابي W15 قرعة المباريات الفردية والزوجية                                              | لميس الحسين عبد العزيز أناستاسيا زولوتاريفا 7–5، 2–6، [10–3]   | بويانا مارينكوفيتش ساندرا سمير                 | لميس الحسين عبد العزيز زوزيا كاردافا         | ساتويكا ساما آية السيد مارجريتا لازاريفا أنجيلا يوكوفيتش                       |
| 23 سبتمبر | جوهانسبرغ، جنوب أفريقيا ملعب صلب W15 قرعة المباريات الفردية والزوجية                                     | شانيل سيموندز 6–0، 6–1                                         | تينا نادين سميث                                | ماريا فيتوريا فيفياني ميريل هودت             | كارولين روميو إيفون نويورث كريستين يونس أشميثا إيسوارامورثي                    |
| 23 سبتمبر | جوهانسبرغ، جنوب أفريقيا ملعب صلب W15 قرعة المباريات الفردية والزوجية                                     | كارولين روميو شانيل سيموندز 6–1، 6–3                           | تمارا باراد إيتزاكي أديسوا أوساباوهيين         | ماريا فيتوريا فيفياني ميريل هودت             | كارولين روميو إيفون نويورث كريستين يونس أشميثا إيسوارامورثي                    |
| 23 سبتمبر | طبرقة، تونس ملعب ترابي W15 قرعة المباريات الفردية والزوجية                                               | اورورا زانتيديسكي 6–3، 6–0                                     | مارتينا كولميجنا                               | فرانسيسكا سيدات هانا فيلر مولر               | صوفيا بيولاي آنا بريبلوفا حميرة بيجوم شيخ صدافمح توليبوفا                      |
| 23 سبتمبر | طبرقة، تونس ملعب ترابي W15 قرعة المباريات الفردية والزوجية                                               | مارتينا كولميجنا ماريا فرناندا هيرازو 6–3، 6–1                 | آنا بريبلوفا جوليا ستاماتوفا                   | فرانسيسكا سيدات هانا فيلر مولر               | صوفيا بيولاي آنا بريبلوفا حميرة بيجوم شيخ صدافمح توليبوفا                      |
| 23 سبتمبر | أنطاليا، تركيا ملعب صلب W15 قرعة المباريات الفردية والزوجية                                              | ماريا تيموفييفا 7–6(7–3)، 7–5                                  | سفنيا أوشنر                                    | فاني أوستلوند جوليا أوكزاخوفسكا              | إميلي سيبولد ماريانا درازيتش إليسا فانلانغيندونك ماركينا كوبكا                 |
| 23 سبتمبر | أنطاليا، تركيا ملعب صلب W15 قرعة المباريات الفردية والزوجية                                              | ويرونيكا فالكوفسكا مارتينا كوبكا 5–7، 6–4، [10–8]              | رينا سايغو يوكينة سايغو                        | فاني أوستلوند جوليا أوكزاخوفسكا              | إميلي سيبولد ماريانا درازيتش إليسا فانلانغيندونك ماركينا كوبكا                 |
| 30 سبتمبر | LTP Charleston Pro Tennis II تشارلستون، الولايات المتحدة ملعب ترابي W60 قرعة المباريات الفردية والزوجية  | كارولاين دولهيد 6–2، 6–7(5–7)، 6–0                             | غريس مين                                       | إليزابيث هالباور ماريا كاميلا أوسوريو سيرانو | ماريا ماتيس ريناتا زارازوا آنا دانيلينا مارينا ميلنيكوفا                       |
| 30 سبتمبر | LTP Charleston Pro Tennis II تشارلستون، الولايات المتحدة ملعب ترابي W60 قرعة المباريات الفردية والزوجية  | آنا دانيلينا إنغريد نيل 6–1، 6–1                               | فلاديكا بابيتش كيتلين ووريسكي                  | إليزابيث هالباور ماريا كاميلا أوسوريو سيرانو | ماريا ماتيس ريناتا زارازوا آنا دانيلينا مارينا ميلنيكوفا                       |
| 30 سبتمبر | بريزبان، أستراليا ملعب صلب W25 قرعة المباريات الفردية والزوجية                                           | آسيا محمد 6–3، 3–6، 6–3                                        | ماديسون إنغليس                                 | بارك سوهيون إيفانا بوبوفيتش                  | بريسيلا هون هسو تشيه يو شيهيرو موراماتسو آبي مايرز                             |
| 30 سبتمبر | بريزبان، أستراليا ملعب صلب W25 قرعة المباريات الفردية والزوجية                                           | ديستاني أيافا نايكثا بينز 6–3، 6–3                             | أليسون باي بيج هوريجان                         | بارك سوهيون إيفانا بوبوفيتش                  | بريسيلا هون هسو تشيه يو شيهيرو موراماتسو آبي مايرز                             |
| 30 سبتمبر | بولا، إيطاليا ملعب ترابي W25 قرعة المباريات الفردية والزوجية                                             | تينا لوكاس 6–4، 6–3                                            | تيليانا بيريرا                                 | ميار شريف إليتسا كوستوفا                     | فيديريكا دي سارا ناديه بودوروسكا كارولينا ألفيس أنجيليكا موراتيللي             |
| 30 سبتمبر | بولا، إيطاليا ملعب ترابي W25 قرعة المباريات الفردية والزوجية                                             | إري هوزمي يوكي نايتو 6–4، 7–6(7–1)                             | أمينا أنشبا أنستاسيا ديتيك                     | ميار شريف إليتسا كوستوفا                     | فيديريكا دي سارا ناديه بودوروسكا كارولينا ألفيس أنجيليكا موراتيللي             |
| 30 سبتمبر | سوزوبول، بلغاريا ملعب صلب W15 قرعة المباريات الفردية والزوجية                                            | بيتيا أرشينكوفا 6–0، 6–4                                       | أوونا أوربانا                                  | يكاترينا رينغولد ميخائيلا كادليتشكوفا        | زينوفيا فانيفا إيليني ميتسنتليتزي ستيلا بيفا جيبريلا ميهايلوفا                 |
| 30 سبتمبر | سوزوبول، بلغاريا ملعب صلب W15 قرعة المباريات الفردية والزوجية                                            | إلينا كراليفا ستيلا بيفا 6–2، 6–7(5–7)، [12–10]                | ألينا سيليتش أني فانجيلوفا                     | يكاترينا رينغولد ميخائيلا كادليتشكوفا        | زينوفيا فانيفا إيليني ميتسنتليتزي ستيلا بيفا جيبريلا ميهايلوفا                 |
| 30 سبتمبر | سانتياغو، تشيلي ملعب ترابي W15 قرعة المباريات الفردية والزوجية                                           | فرناندا بريتو 6–2، 6–3                                         | يوجينيا غانغا                                  | جوليا رييرا ماريا بولينا بيريز               | إيفانيا مارتينيتش بولين وورين رومينا كونيو ميل ريسكو غونزاليس                  |
| 30 سبتمبر | سانتياغو، تشيلي ملعب ترابي W15 قرعة المباريات الفردية والزوجية                                           | رومينا كونيو ميليسا موراليس 6–3، 6–3                           | ميل ريسكو غونزاليس أنطونيا ساموديو             | جوليا رييرا ماريا بولينا بيريز               | إيفانيا مارتينيتش بولين وورين رومينا كونيو ميل ريسكو غونزاليس                  |
| 30 سبتمبر | شرم الشيخ، مصر ملعب صلب W15 قرعة المباريات الفردية والزوجية                                              | داشا إيفانوفا 6–7(11–13)، 6–3، 6–4                             | جوايريا نوردين                                 | شان يو ألكسندرا بيتاك                        | آن-صوفي مورانديس ساتويكا سما تايلور كاتالدي فيكتوريا كالايزيس                  |
| 30 سبتمبر | شرم الشيخ، مصر ملعب صلب W15 قرعة المباريات الفردية والزوجية                                              | داشا إيفانوفا جوستينا ميكولسكيت 6–1، 7–5                       | رومانا تشيسوسكا ستيفانيا روغوزينسكا ديك        | شان يو ألكسندرا بيتاك                        | آن-صوفي مورانديس ساتويكا سما تايلور كاتالدي فيكتوريا كالايزيس                  |
| 30 سبتمبر | اندريزيو بوثيون، فرنسا ملعب صلب (داخلي) W15 قرعة المباريات الفردية والزوجية                              | زينيا كنول 6–0، 7–5                                            | مانون ليونارد                                  | أليس راميه أريان هارتونو                     | أناستاسيا كوليكوفا لوسي وارنييه ثيو غرافويل أليس روبيه                         |
| 30 سبتمبر | اندريزيو بوثيون، فرنسا ملعب صلب (داخلي) W15 قرعة المباريات الفردية والزوجية                              | فالنتينا لوسشالي كارلا تولي 7–5، 6–3                           | إميلي أبلتون يوريكو ليلي ميازاكي               | أليس راميه أريان هارتونو                     | أناستاسيا كوليكوفا لوسي وارنييه ثيو غرافويل أليس روبيه                         |
| 30 سبتمبر | سانتاريم، البرتغال ملعب صلب W15 قرعة المباريات الفردية والزوجية                                          | ماريا جوتيريز كاراسكو 6–1، 6–2                                 | ألمودينا سانز-ليانزا فرنانديز                  | ماريا إينيس فونتي إينيس مورتا                | كاترين سار إيكاترينا شاليموفا إيفيتا دابكوتي أولغا باريس أزكويتا               |
| 30 سبتمبر | سانتاريم، البرتغال ملعب صلب W15 قرعة المباريات الفردية والزوجية                                          | سيليا سيرفينيو رويز ماتيلدي خورخي 6–3، 6–2                     | سارة لانسا إيكاترينا شاليموفا                  | ماريا إينيس فونتي إينيس مورتا                | كاترين سار إيكاترينا شاليموفا إيفيتا دابكوتي أولغا باريس أزكويتا               |
| 30 سبتمبر | بريتوريا، جنوب أفريقيا ملعب صلب W15 قرعة المباريات الفردية والزوجية                                      | ميريل هودت 6–2، 6–1                                            | إيفون نويورث                                   | شانيل سيموندز زيل ديساي                      | كارولين روميو كلارا فلاسيلير تينا نادين سميث ليان تران                         |
| 30 سبتمبر | بريتوريا، جنوب أفريقيا ملعب صلب W15 قرعة المباريات الفردية والزوجية                                      | كارولين روميو شانيل سيموندز Walkover                           | زيل ديساي ميريل هودت                           | شانيل سيموندز زيل ديساي                      | كارولين روميو كلارا فلاسيلير تينا نادين سميث ليان تران                         |
| 30 سبتمبر | طبرقة، تونس ملعب ترابي W15 قرعة المباريات الفردية والزوجية                                               | نويليا زيبالوس 6–2، 6–3                                        | إيرين لافينو                                   | جولي بيلغرافر آنا بريبيلوفا                  | جوليا كريسنتسي آلين ثومين صوفيا سامافاتي صوفيا بيولي                           |
| 30 سبتمبر | طبرقة، تونس ملعب ترابي W15 قرعة المباريات الفردية والزوجية                                               | جوليا كريسنتسي أورورا زانتيديسي 5–7، 7–6(7–4)، [10–8]          | إيزابيلا هافيرلاغ آنا بريبيلوفا                | جولي بيلغرافر آنا بريبيلوفا                  | جوليا كريسنتسي آلين ثومين صوفيا سامافاتي صوفيا بيولي                           |
| 30 سبتمبر | أنطاليا، تركيا ملعب صلب W15 قرعة المباريات الفردية والزوجية                                              | سابينا شاريبوفا 6–3، 6–1                                       | أنيا وايلدغروبر                                | رينا سايغو مارتينا كوبكا                     | فرانزيسكا شيدت ماريا تيموفيفا كاثلين كانيف فيونا غانز                          |
| 30 سبتمبر | أنطاليا، تركيا ملعب صلب W15 قرعة المباريات الفردية والزوجية                                              | رينا سايغو يوخينا سايغو 6–2، 6–3                               | آنا كوباريفا نيكا شيتكاوسكايا                  | رينا سايغو مارتينا كوبكا                     | فرانزيسكا شيدت ماريا تيموفيفا كاثلين كانيف فيونا غانز                          |
| 30 سبتمبر | تشورنومورسك، أوكرانيا ملعب ترابي W15 قرعة المباريات الفردية والزوجية                                     | يفغينيا ليفاشوفا 6–0، 6–4                                      | فيديريكا أرسيديكونو                            | تايسيا باتشكاليفا فاليريا أوليانوفيسكايا     | آنا أورك إلينا نيبيلي لوسي بيتروزيلوفا يوليا زيتلنا                            |
| 30 سبتمبر | تشورنومورسك، أوكرانيا ملعب ترابي W15 قرعة المباريات الفردية والزوجية                                     | يفغينيا ليفاشوفا تايسيا باتشكاليفا 6–4، 6–1                    | إيرينا ليسيك يوليا زيتلنا                      | تايسيا باتشكاليفا فاليريا أوليانوفيسكايا     | آنا أورك إلينا نيبيلي لوسي بيتروزيلوفا يوليا زيتلنا                            |
| 30 سبتمبر | نورمان، الولايات المتحدة ملعب صلب (indoor) W15 قرعة المباريات الفردية والزوجية                           | آنا توراتي 6–2، 6–3                                            | دالينا هيويت                                   | آمي تشو سافانا برودوس                        | آندي دانييل لورين غييرمو كارمن كورلي إيما ديفيس                                |
| 30 سبتمبر | نورمان، الولايات المتحدة ملعب صلب (indoor) W15 قرعة المباريات الفردية والزوجية                           | فرنندا لابرينا آنا توراتي 6–1، 7–5                             | كيلي ويليفورد آمي تشو                          | آمي تشو سافانا برودوس                        | آندي دانييل لورين غييرمو كارمن كورلي إيما ديفيس                                |

## الروابط الخارجية
- "10،600 لاعبة، 1135 حدثًا: جولة الاتحاد الدولي لكرة المضرب العالمية للسيدات لعام 2023 بالأرقام". الاتحاد الدولي لكرة المضرب. اطلع عليه بتاريخ 2024-01-02.
- "أجندة جولة الاتحاد الدولي لكرة المضرب العالمية للسيدات". الاتحاد الدولي لكرة المضرب. اطلع عليه بتاريخ 2024-01-02.
- الاتحاد الدولي لكرة المضرب